# Mercedes-Benz Baureihe 213
| Sterne im Euro-NCAP-Crashtest (2016) | 5 Sterne im Euro-NCAP-Crashtest |

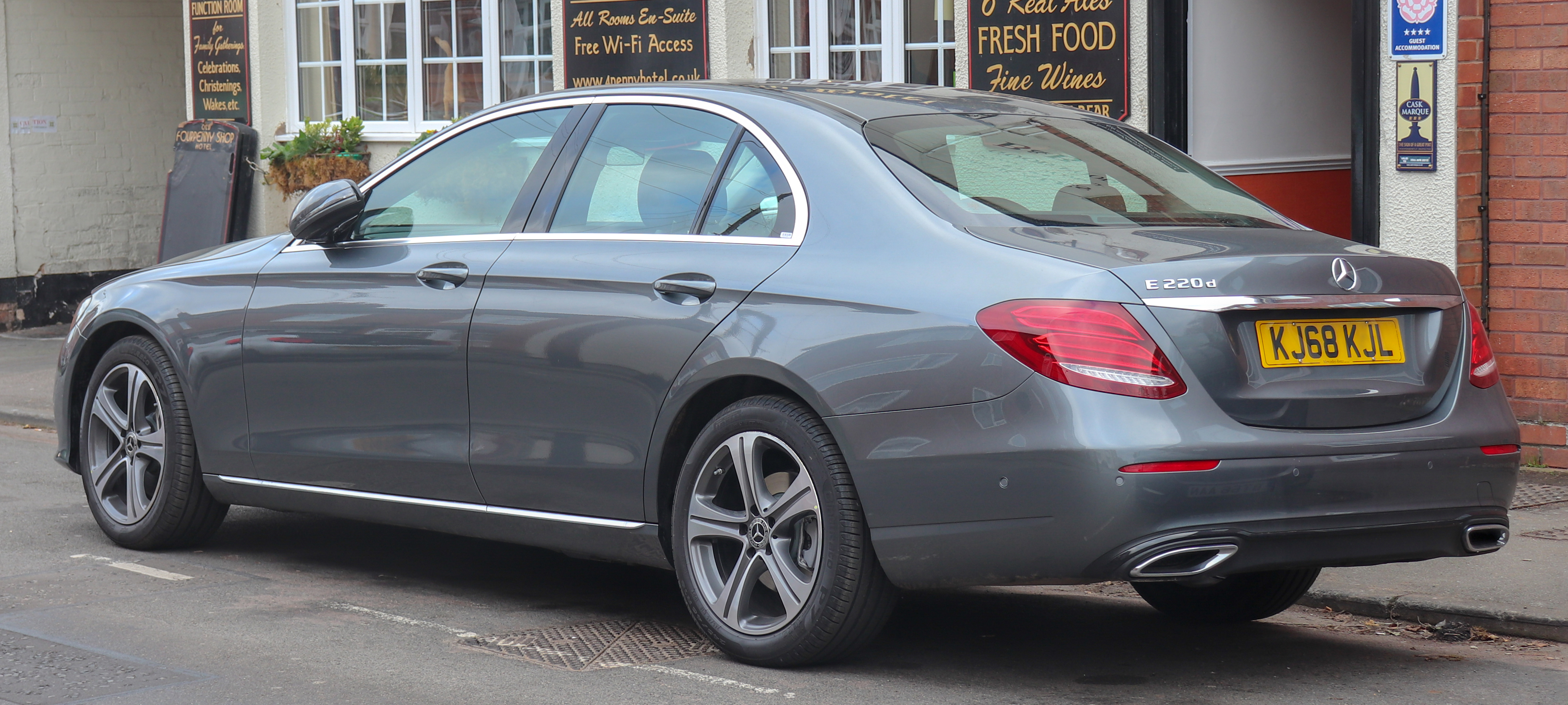
Heckansicht (2016–2020)

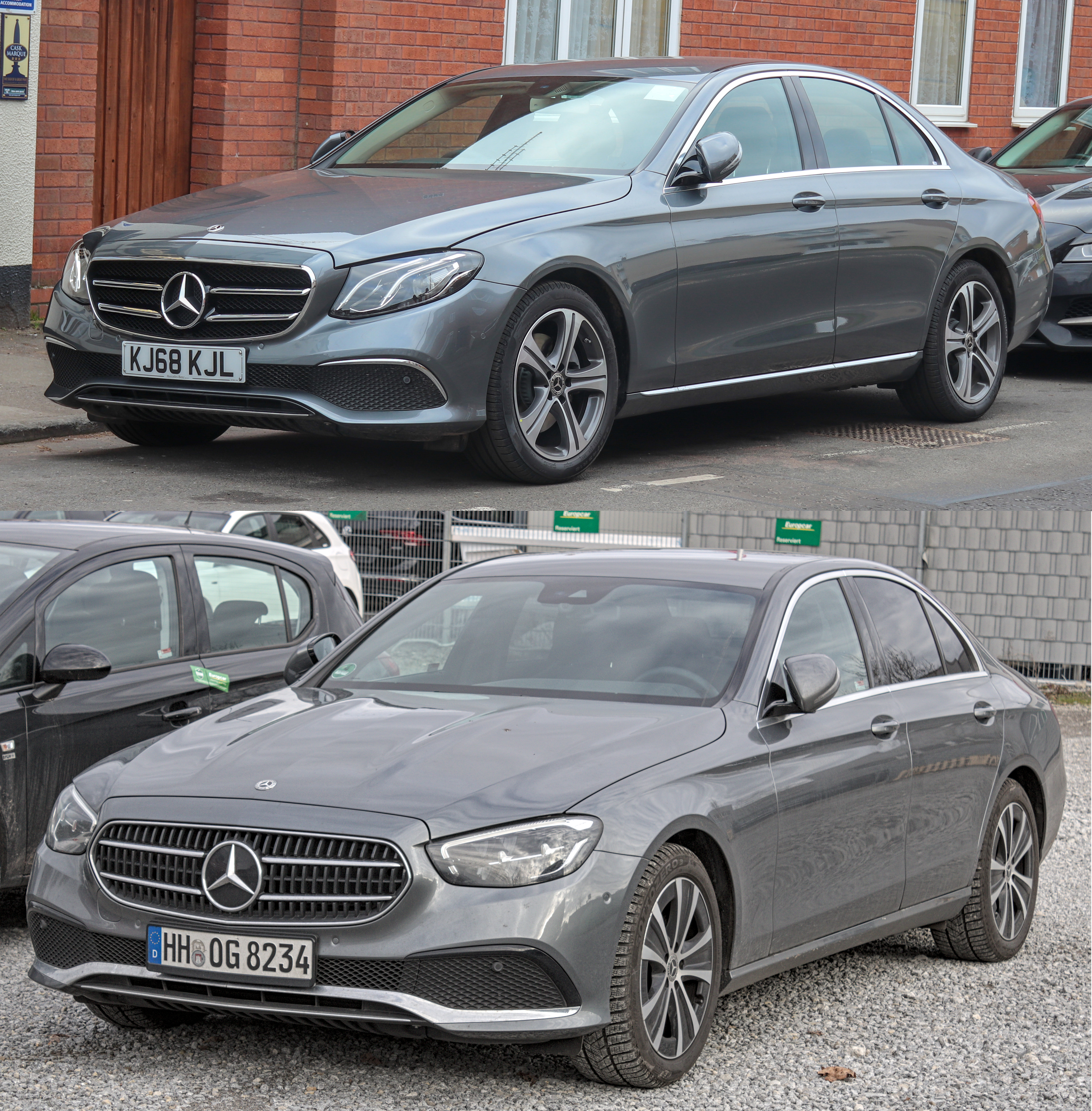
Mitte Vor-Facelift, unten Facelift

Die Baureihe 213 (E-Klasse) ist ein Automobil der oberen Mittelklasse von Mercedes-Benz, das ab 2016 als Limousine (W 213), als T-Modell (S 213) und ab 2017 als Crossover-Version des T-Modells All-Terrain (X 213) gebaut wurde. Es löste damit den Vorgänger Baureihe 212 ab. In der abgewandelten Baureihe 238 war die E-Klasse zudem ab 2017 als Coupé (C 238) und als Cabrio (A 238) verfügbar.
Anfang März 2020 wurde eine überarbeitete Version der Baureihe 213 vorgestellt, die im Juni 2020 in den Handel kam.
Das Nachfolgemodell, die Baureihe 214, debütierte als Limousine im April 2023 und als T-Modell im Juni 2023 und kam im Sommer 2023 auf den Markt.

## Modellgeschichte

### Allgemeines
Die Baureihe wurde im Januar 2016 bei der Detroit Motor Show erstmals vorgestellt und war ab April 2016 im Handel erhältlich. Die Serienproduktion der ersten Variante (Limousine W 213) begann Ende Februar 2016.
Die Produktion einer Langversion der Limousine (V 213) wurde zur Messe Auto China 2016 bekanntgegeben. Die um 14 cm gestreckte Version war für den chinesischen und den indischen Markt vorgesehen, wurde sowohl in China als auch Indien gefertigt und ist technisch auf die regionalen Käufer abgestimmt.
Am 6. Juni 2016 wurde die Serienversion des T-Modells (S 213) der Öffentlichkeit vorgestellt. Die Produktion des T-Modells begann Anfang September im Mercedes-Benz-Werk Sindelfingen, ab dem 17. September 2016 stand sie bei den Händlern.
Erstmals kam mit der Baureihe 213 das T-Modell auch als Offroad-Variante All-Terrain auf den Markt. Diese debütierte auf dem Pariser Autosalon im Herbst 2016 und konkurriert u. a. mit dem Audi A6 allroad quattro. In den Handel kam sie im März 2017.
Im Frühjahr 2017 kam das Coupé C 238 als eigenständige Baureihe 238 auf den Markt. Diese wurde ab Sommer 2017 durch das Cabriolet A 238 ergänzt.
Beim Facelift-Modell im Jahr 2020 entfielen die klassischen Rundinstrumente im Cockpit. Serienmäßig erhielt der Kunde bei der Bestellung zwei jeweils 10,25 Zoll große Displays.

### Limousine (W213)

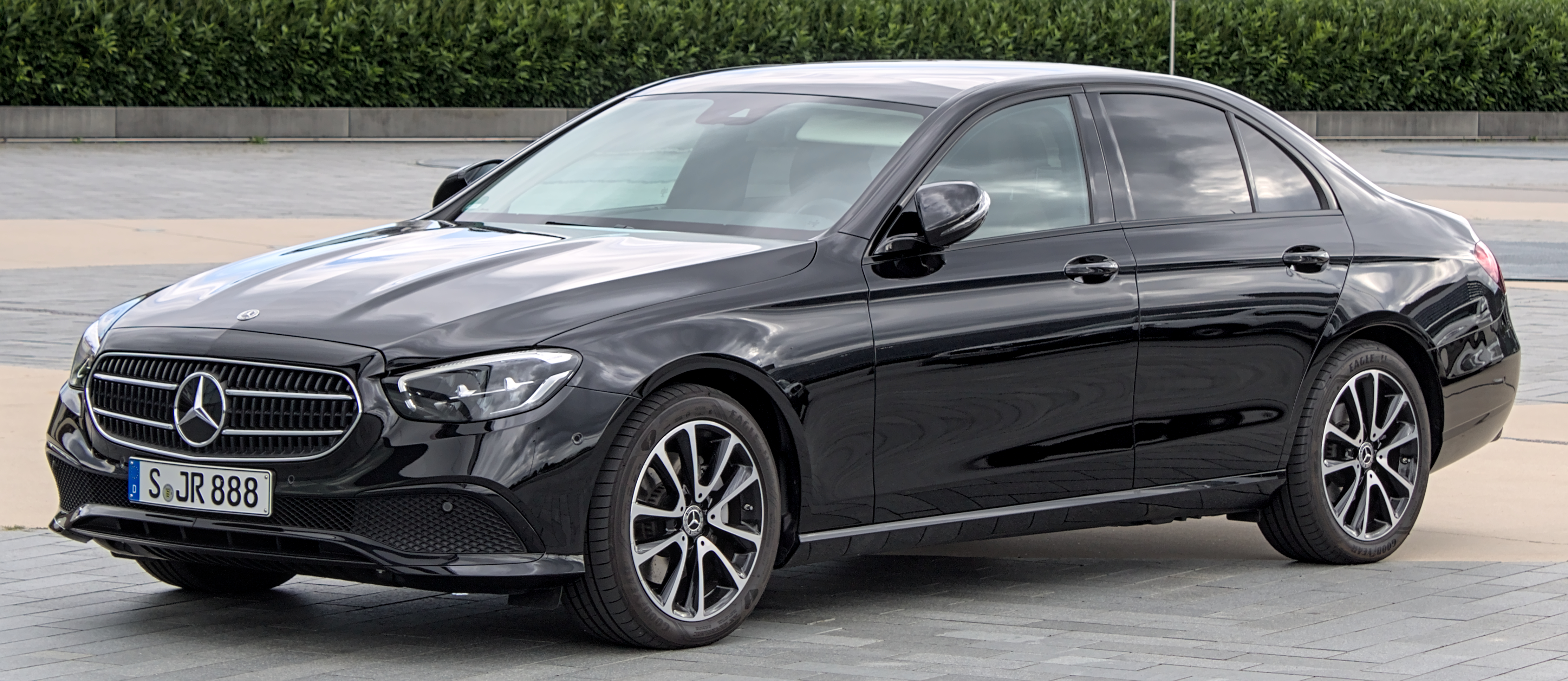
Limousine (2020–2023)
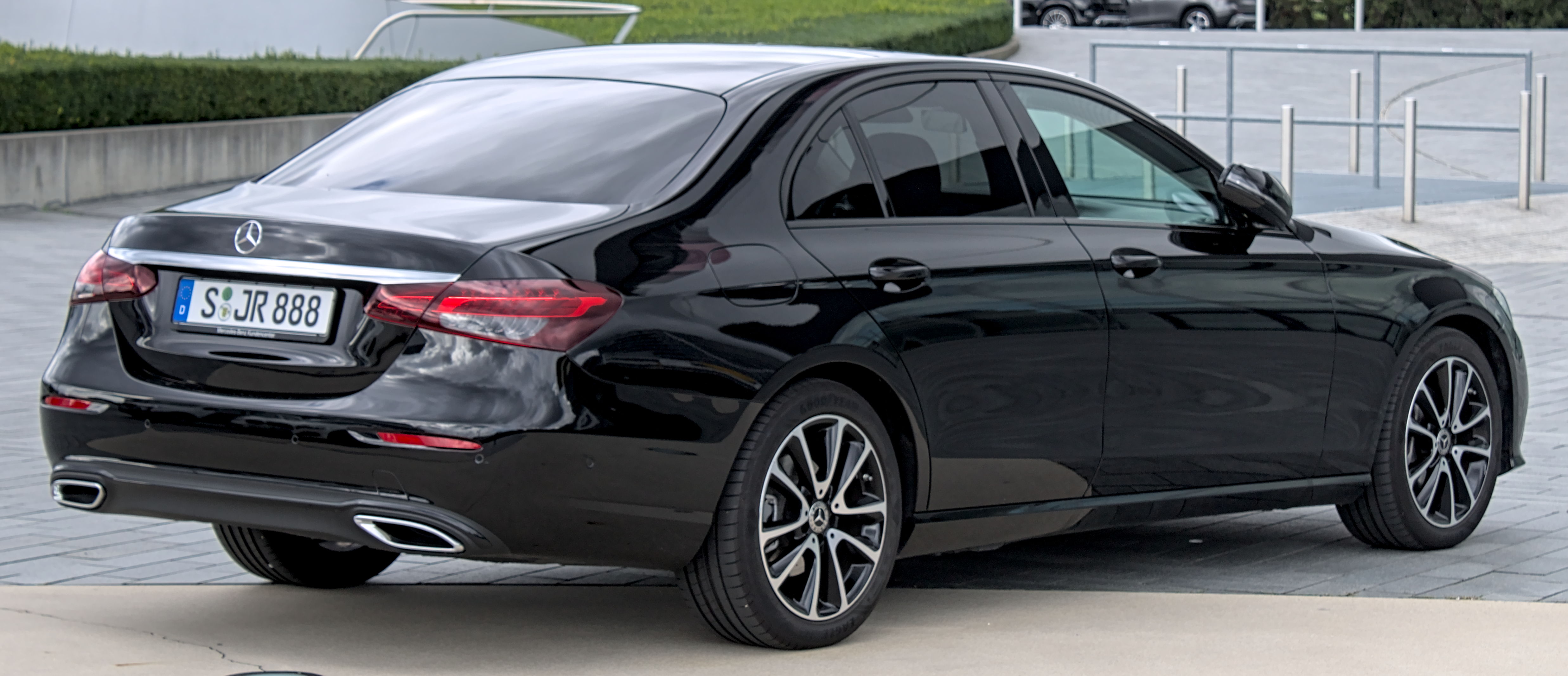
Heckansicht (2020–2023)
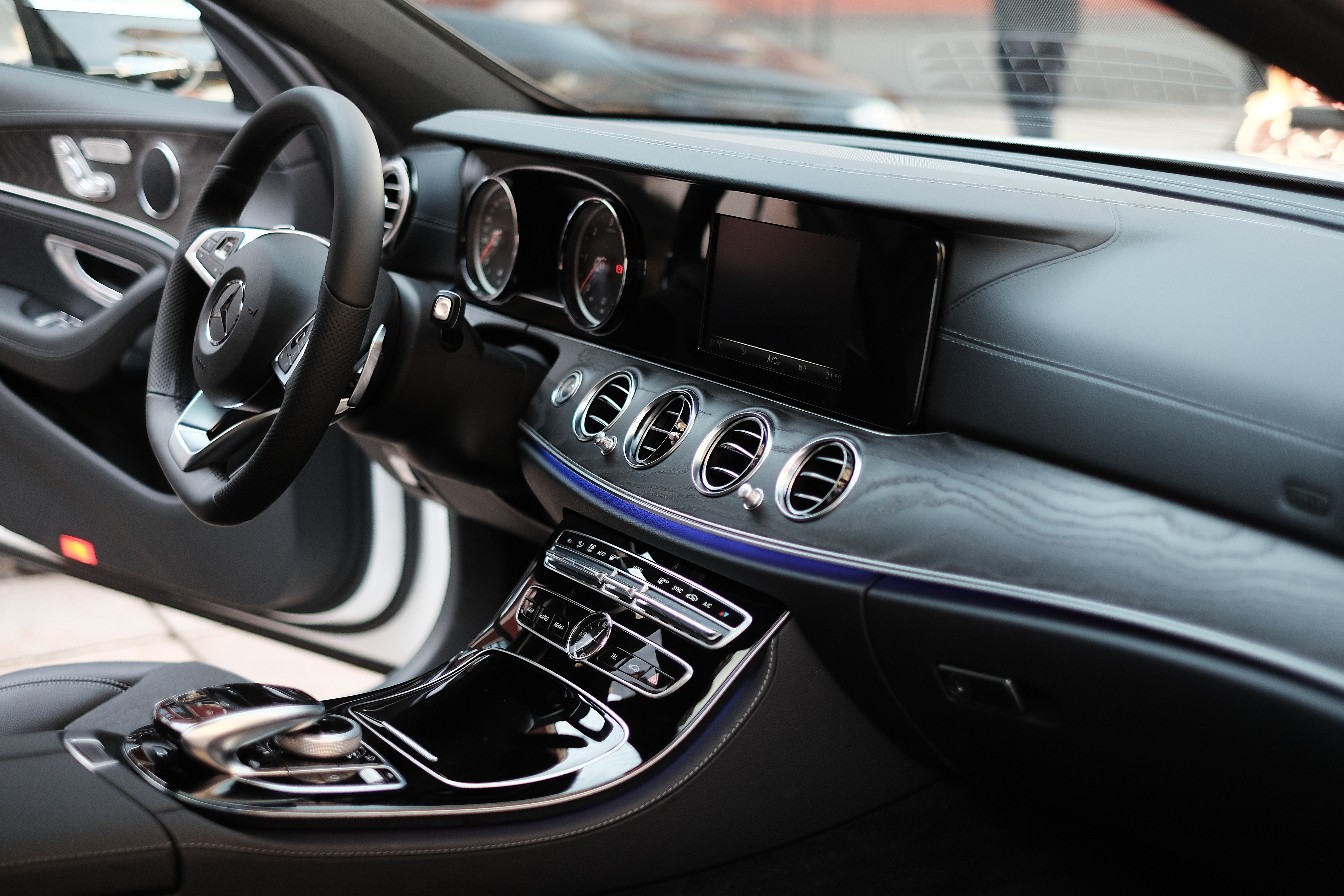
Interieur

### T-Modell (S213)

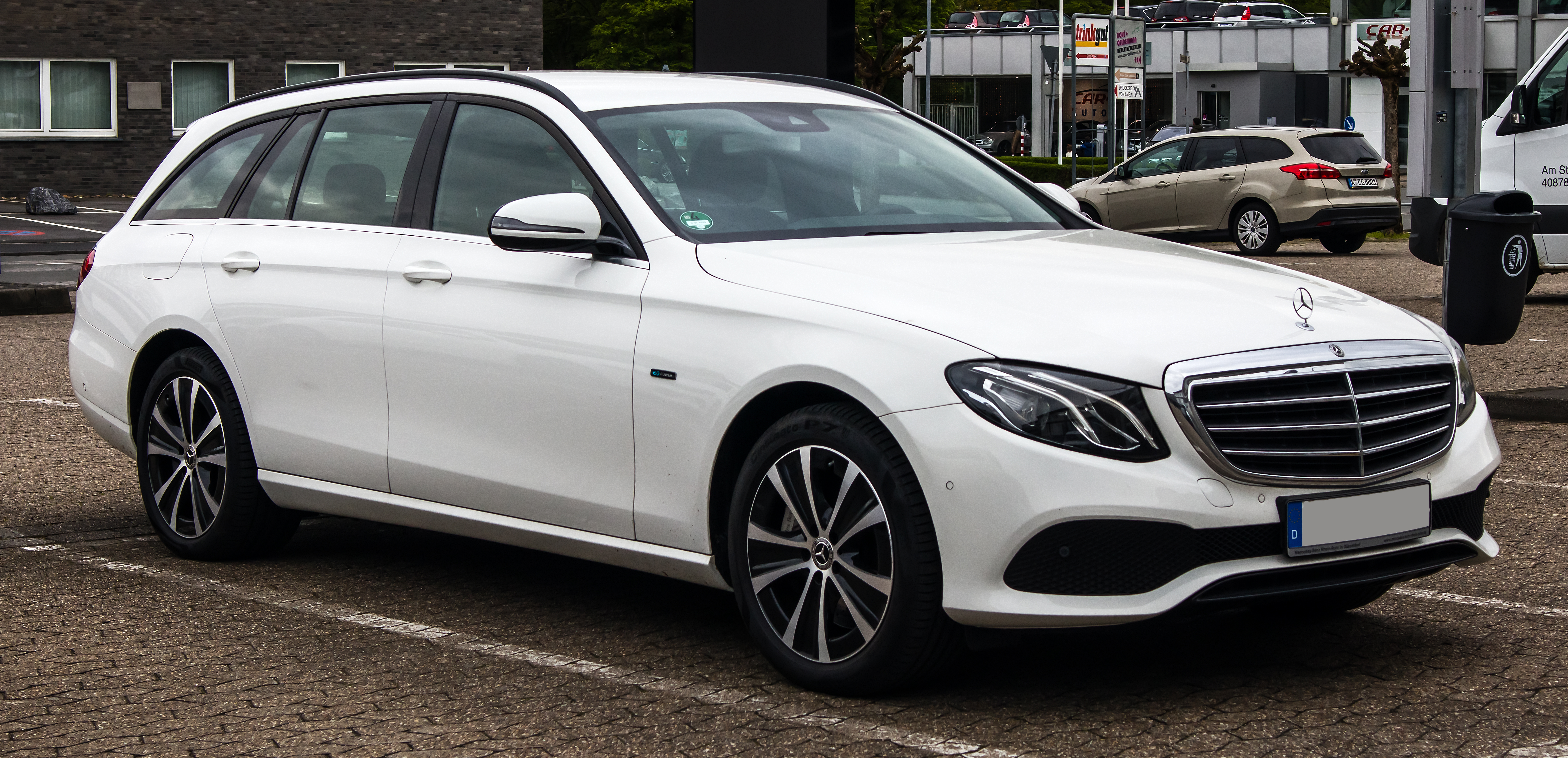
T-Modell (2016–2020)
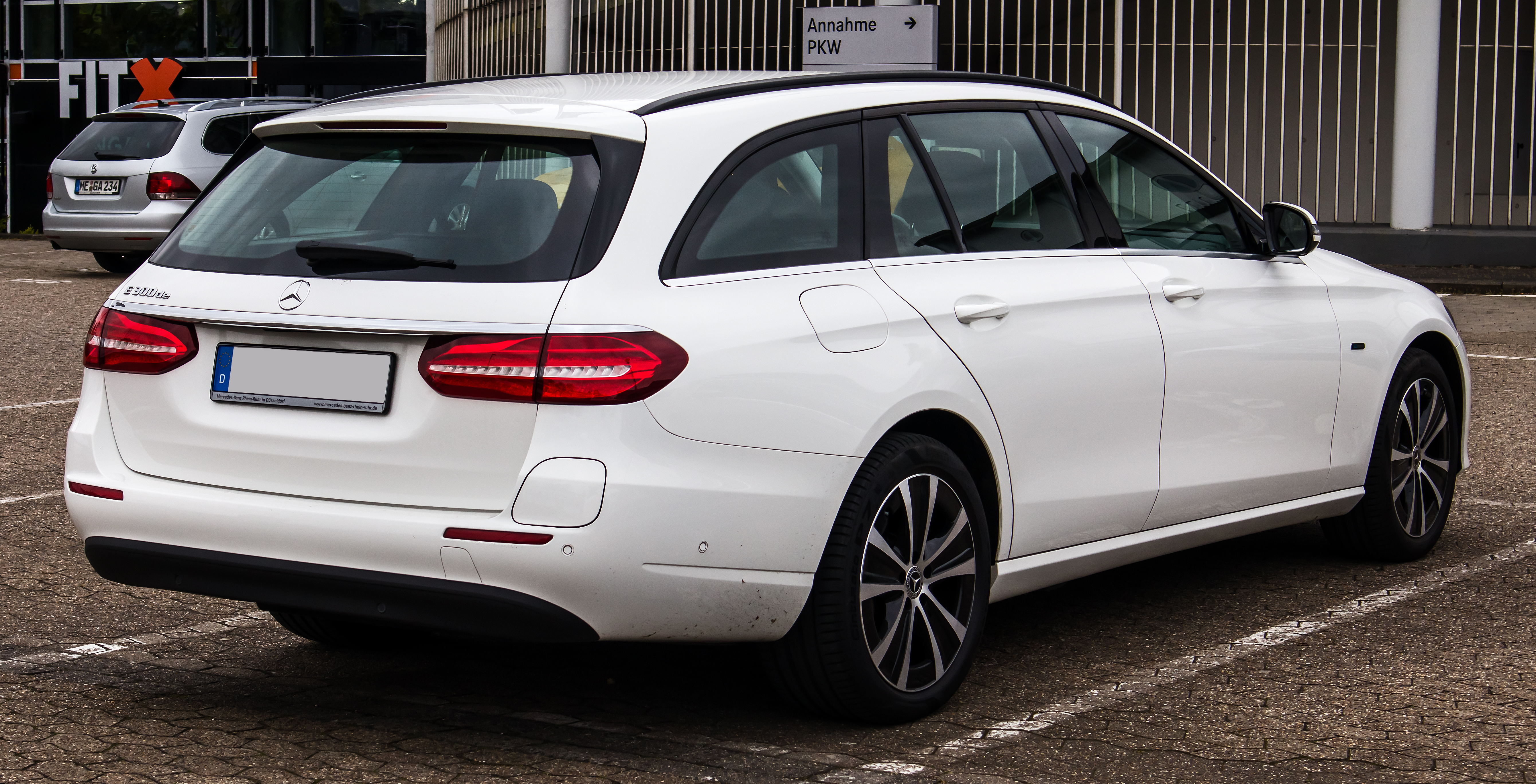
Heckansicht (2016–2020)
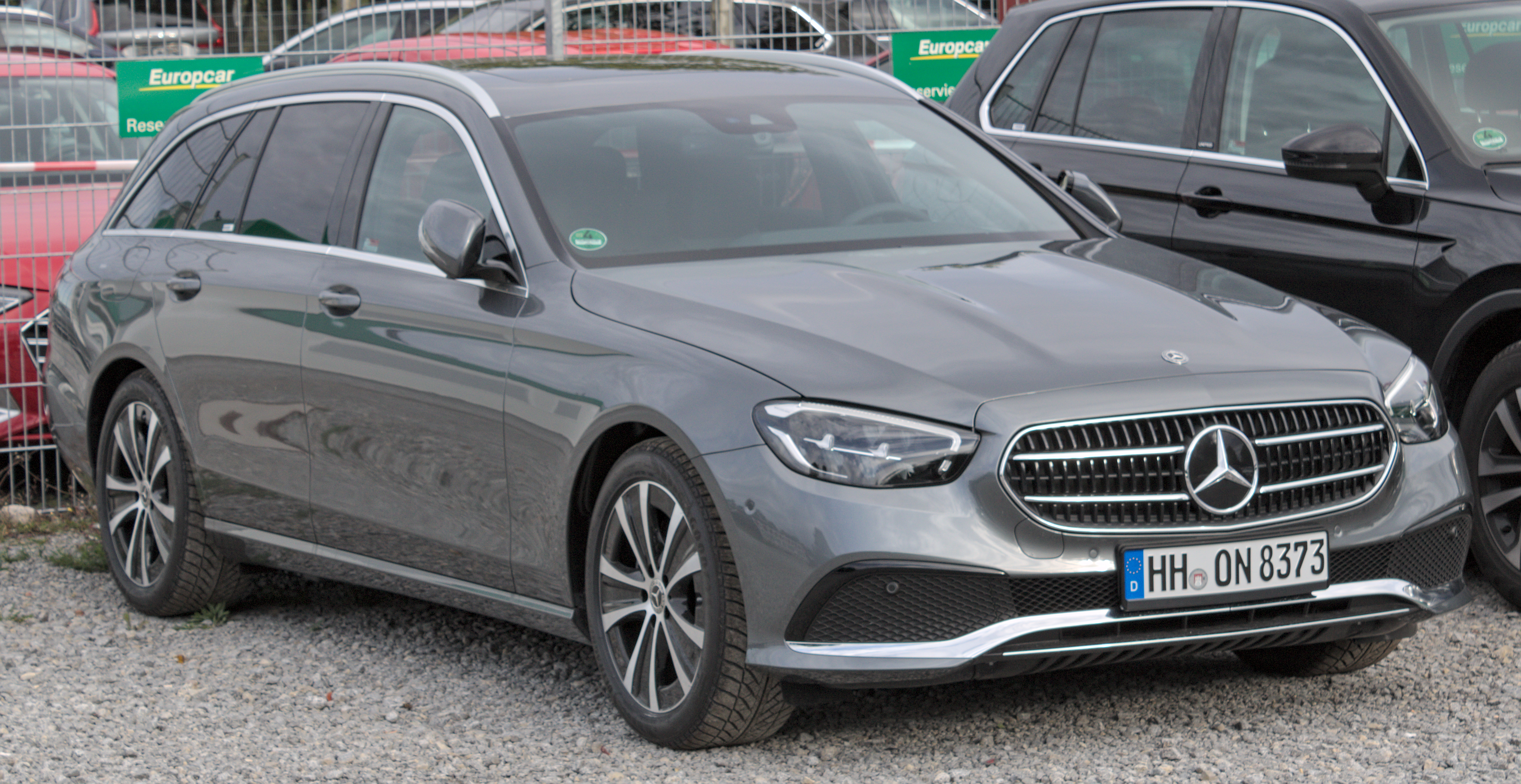
T-Modell (2020–2023)

### All-Terrain (X213)

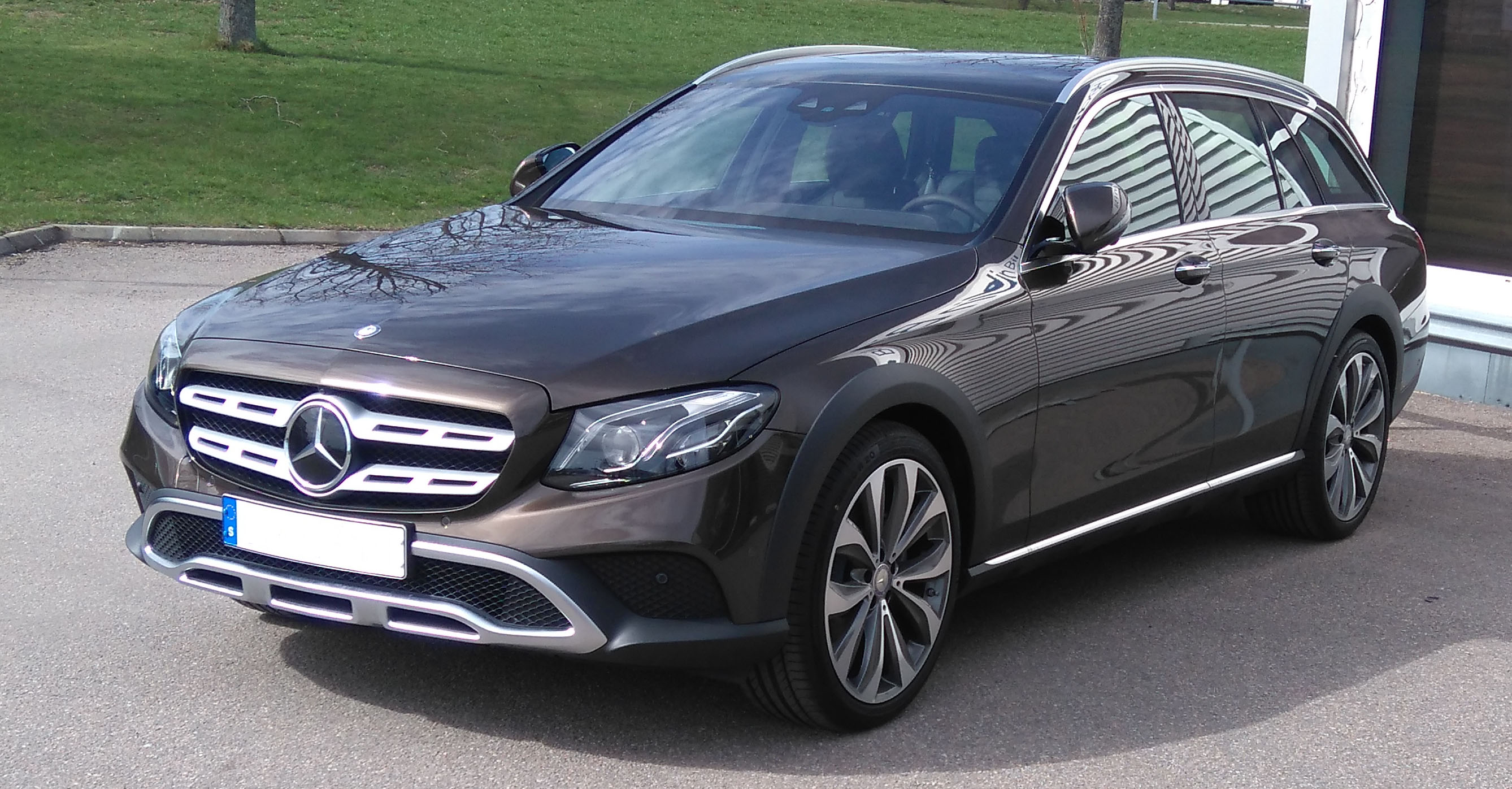
All-Terrain (2017–2020)
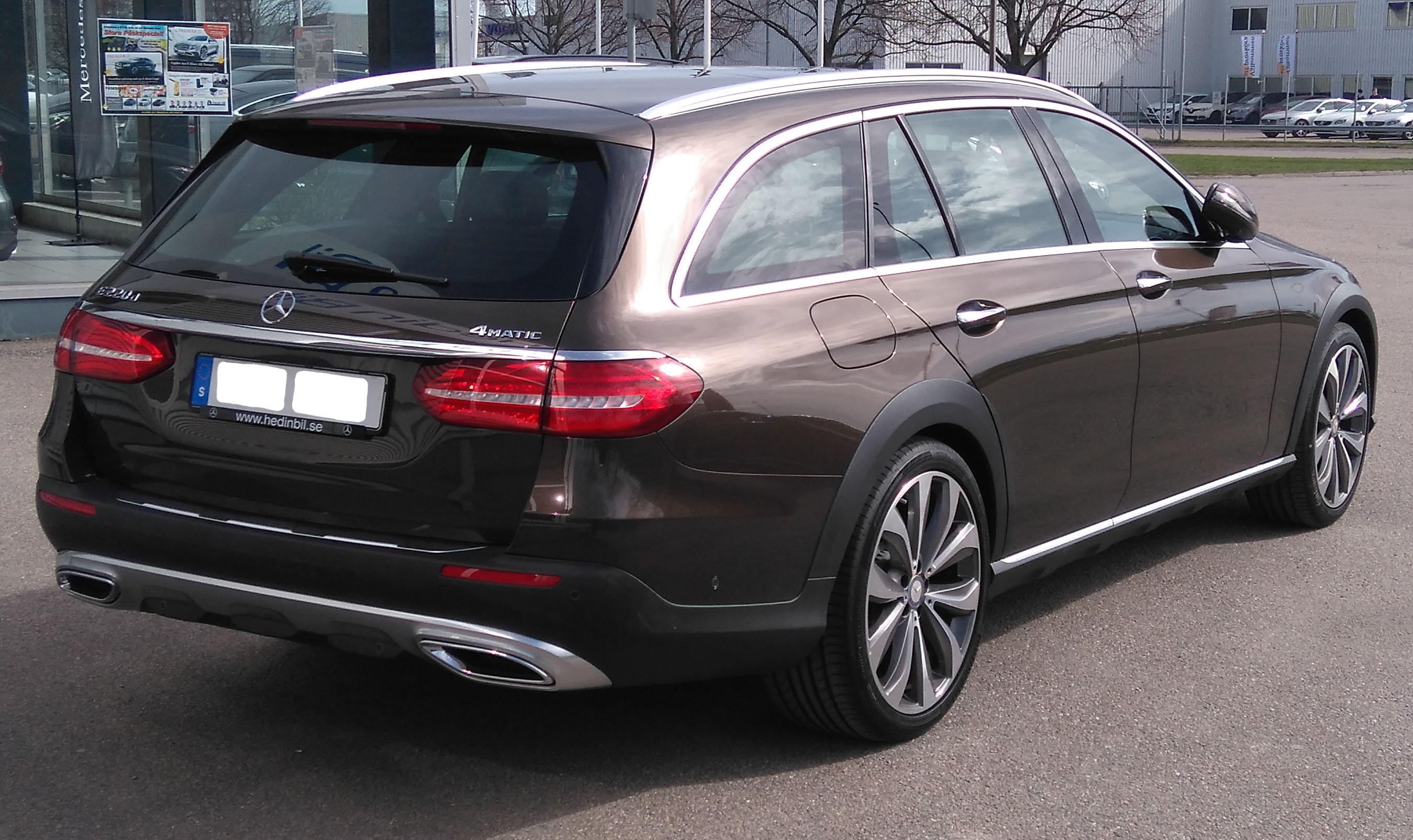
Heckansicht (2017–2020)
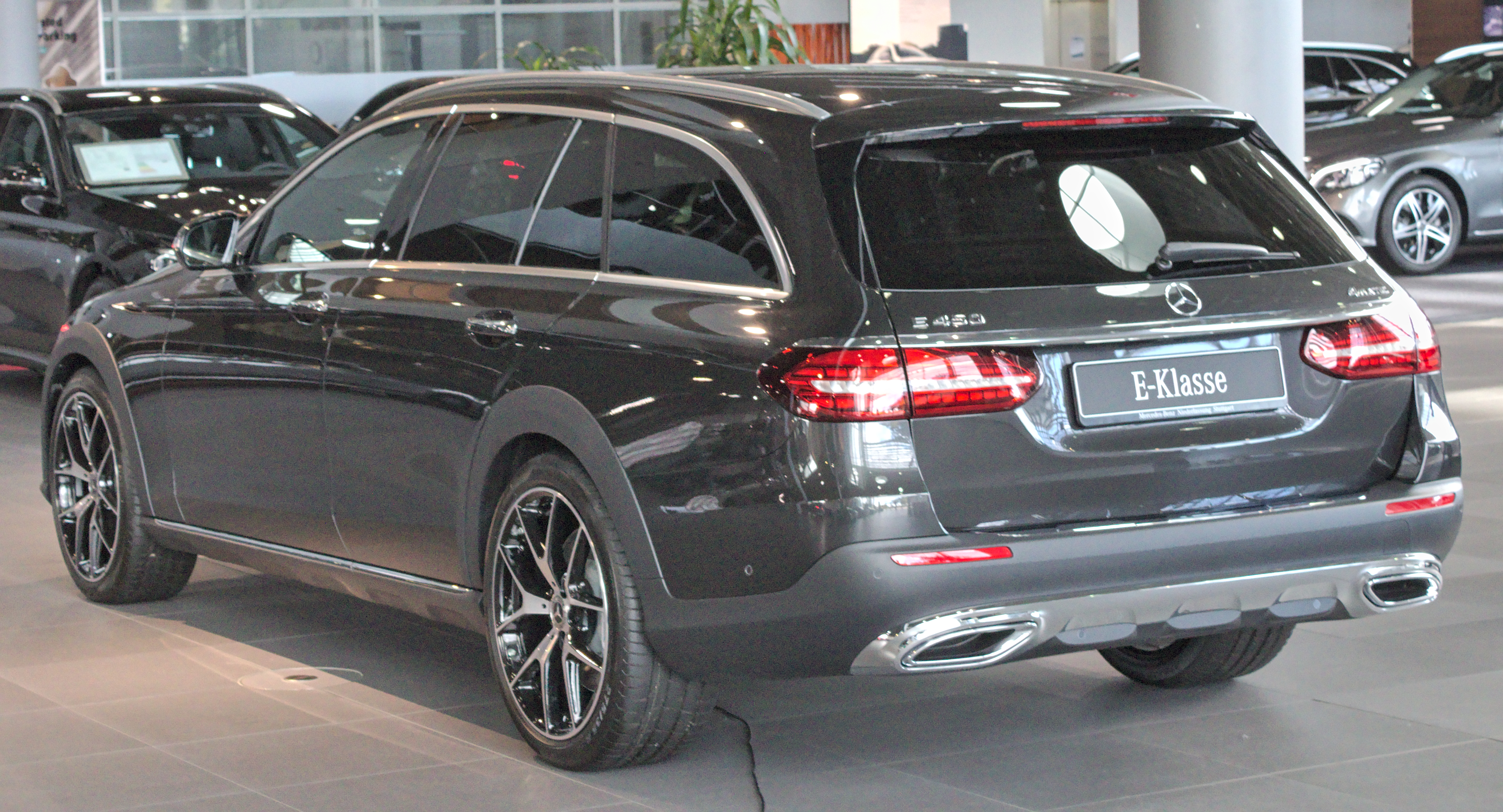
All-Terrain (2020–2023)

### Coupé (C238)
Hauptartikel siehe: Mercedes-Benz Baureihe 238

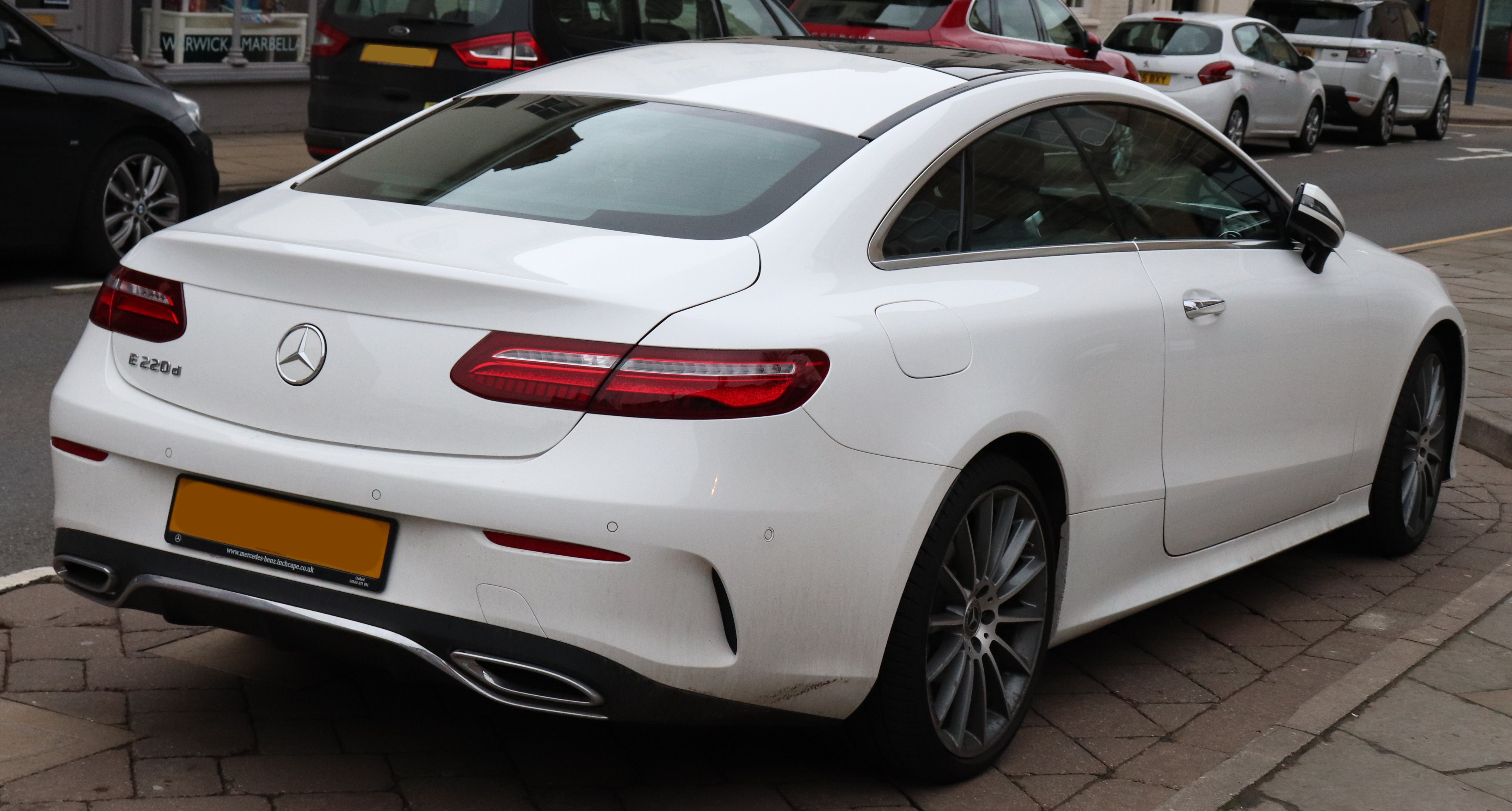
Coupé (2016–2020)
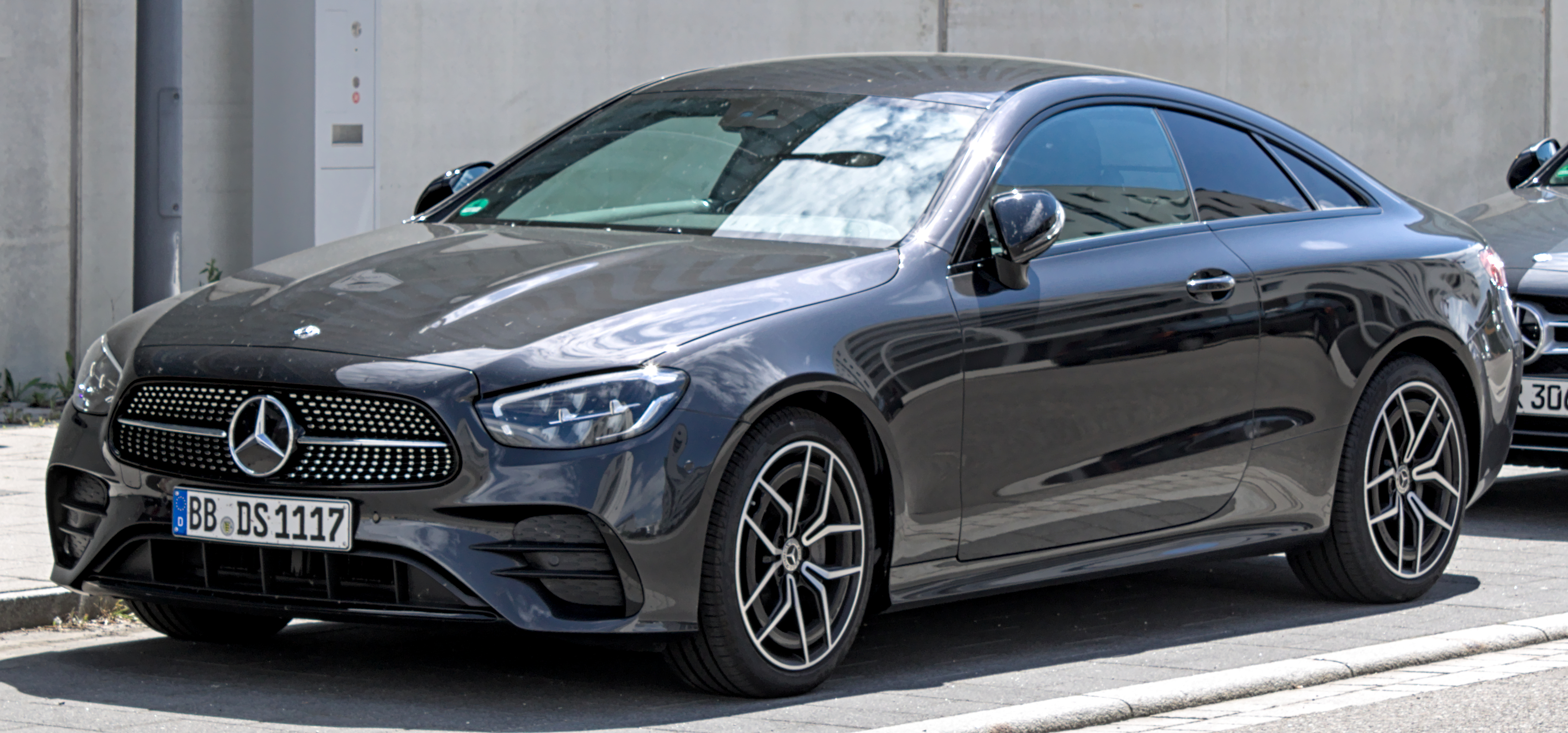
Coupé (2020–2023)
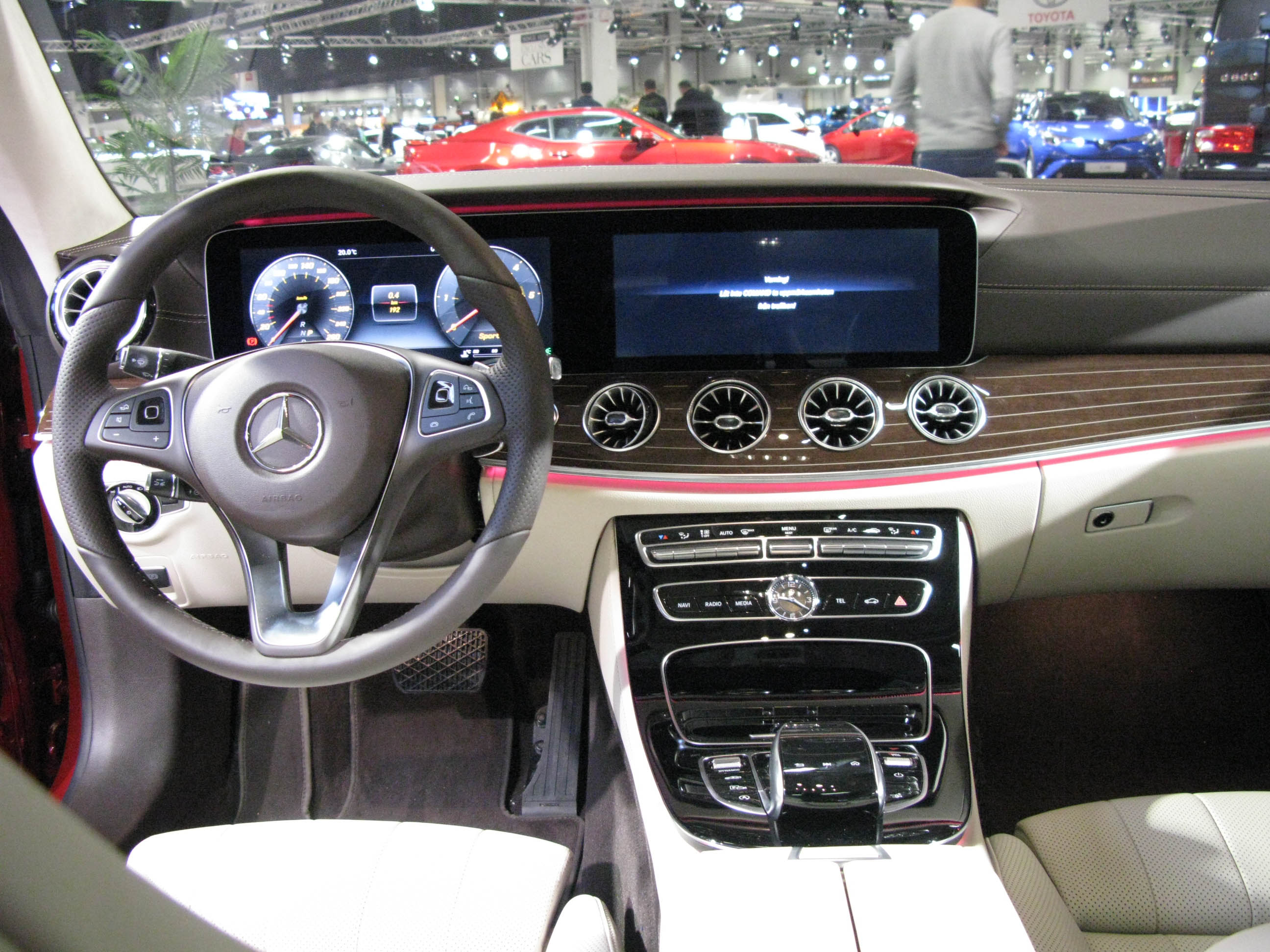
Interieur

### Cabriolet (A238)
Hauptartikel siehe: Mercedes-Benz Baureihe 238

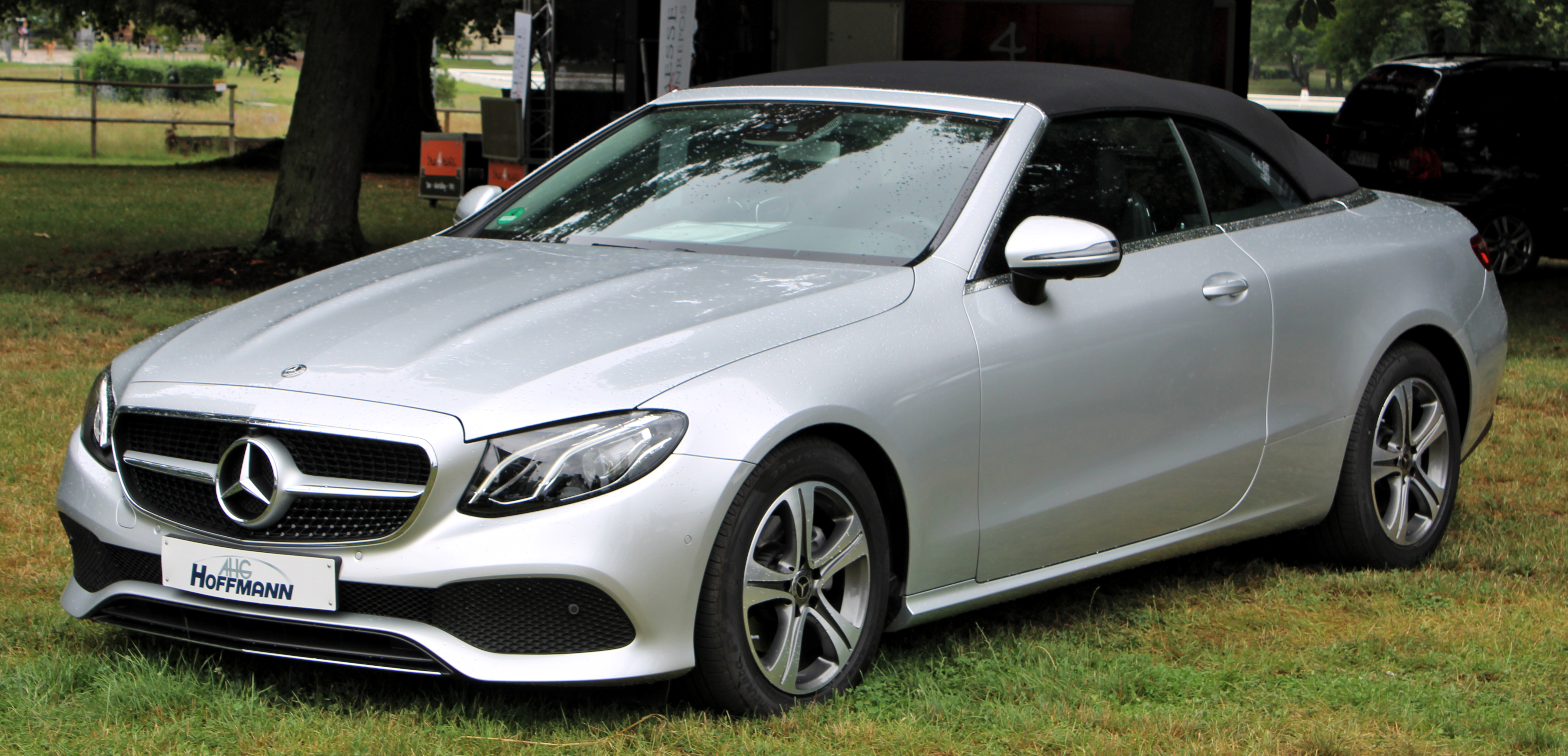
Cabriolet (2017–2020)
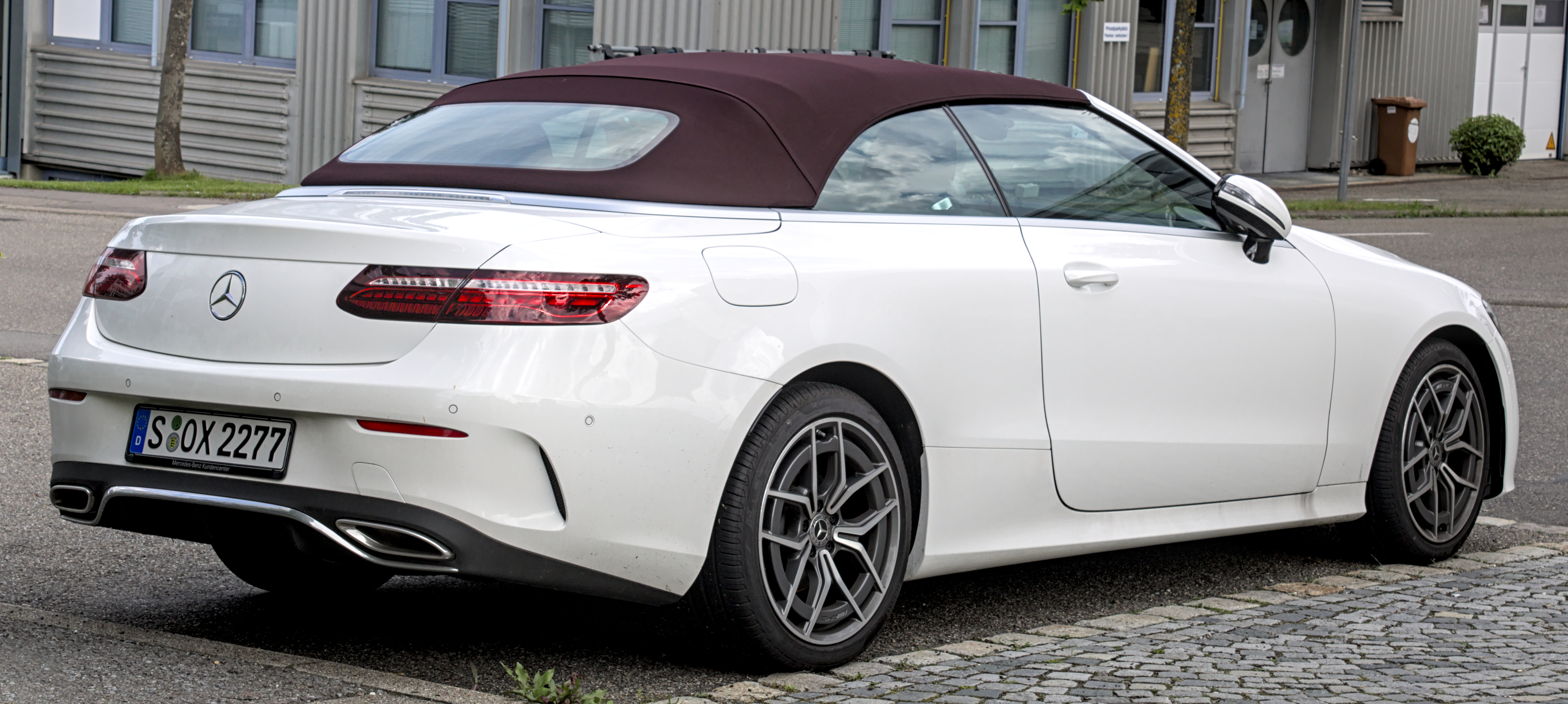
Cabriolet (2020–2023)

## Übersicht

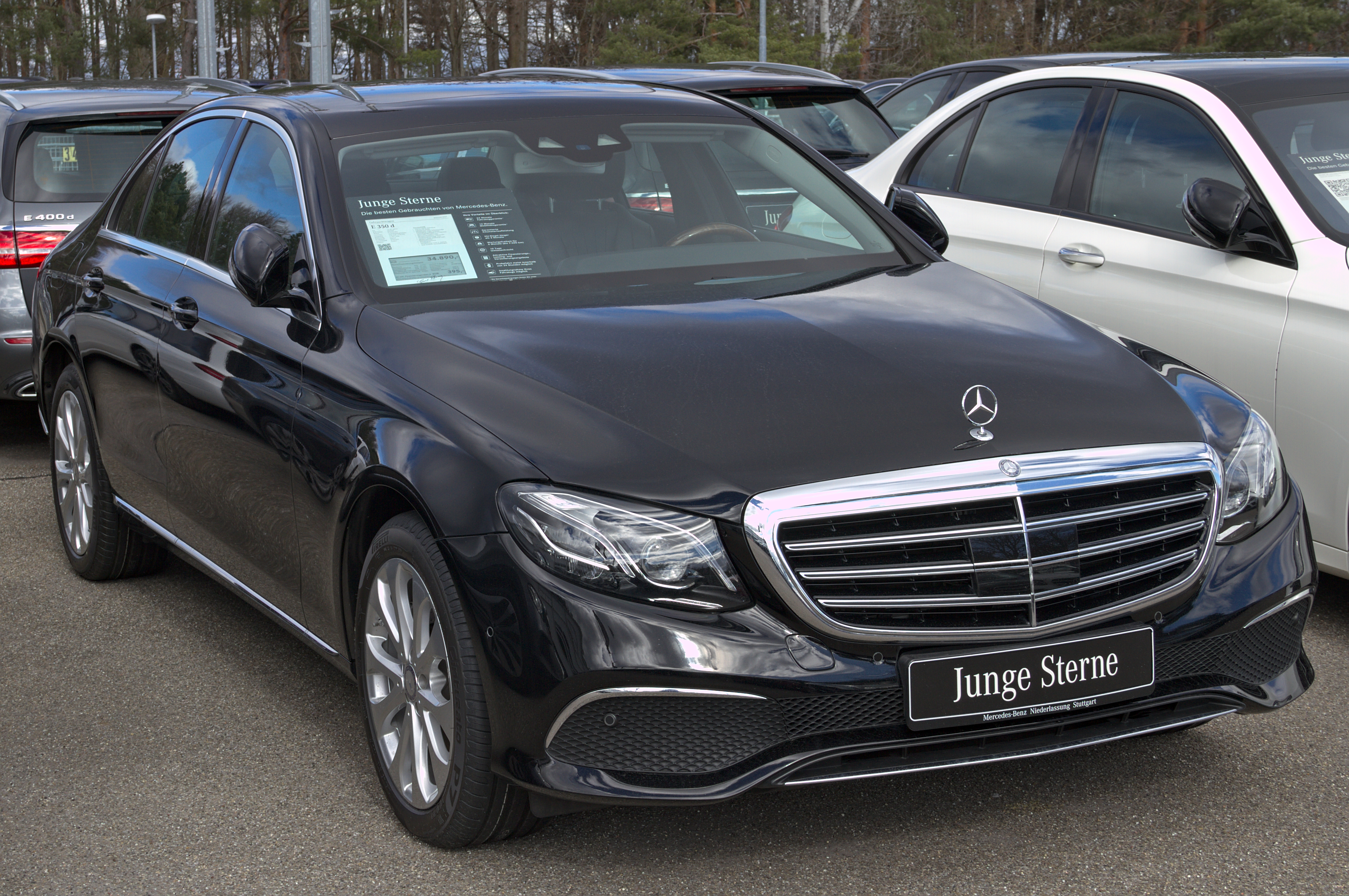
In der Basisausstattung bis zur Modellpflege 2020 und in der Exclusive-Ausstattung ist der Stern als Motorhaubenfigur angeordnet …

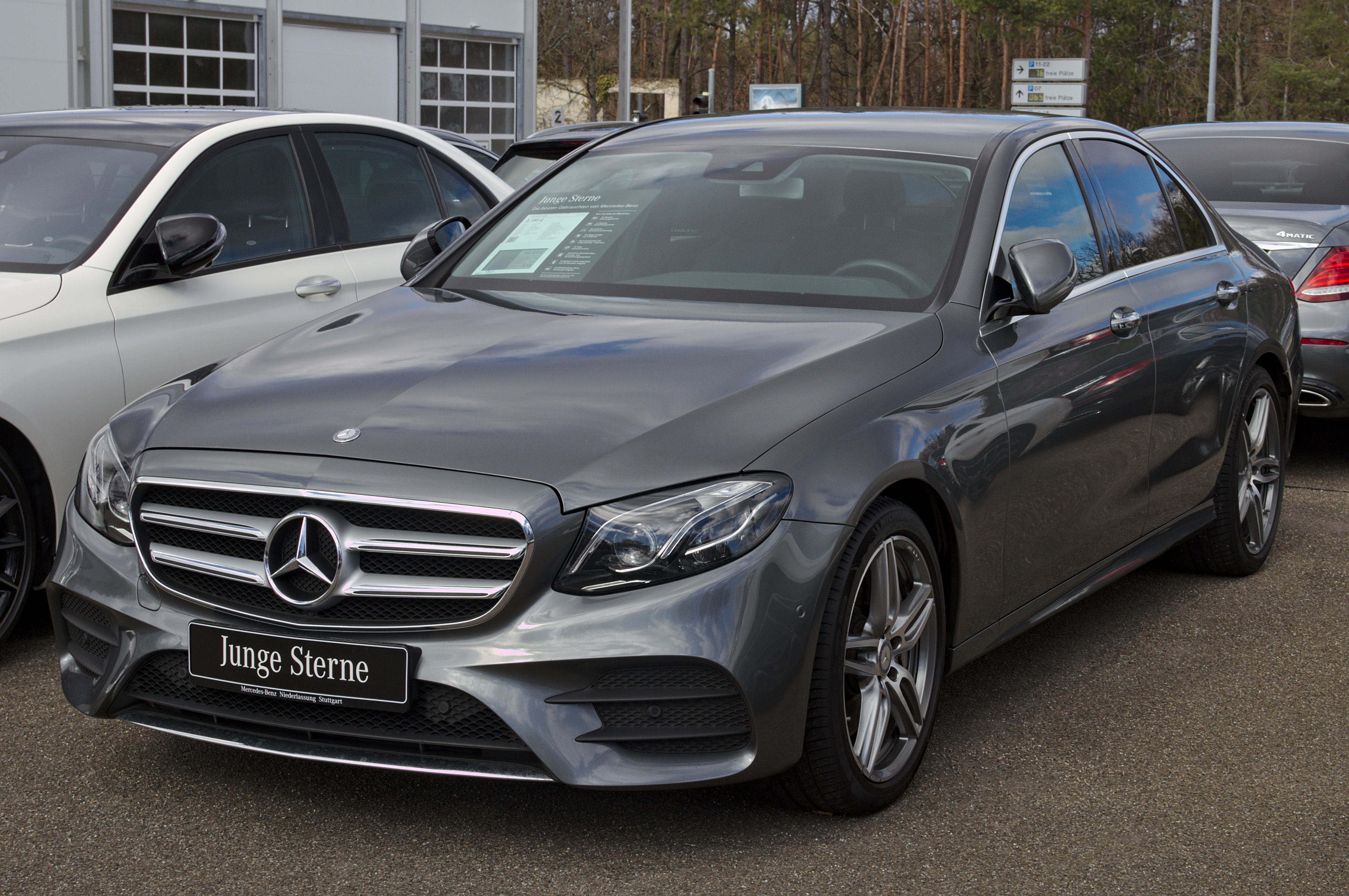
… während in der Avantgarde- und AMG-Line-Ausstattung der Stern im Kühlergrill angebracht ist.

Die 2016 erschienene Generation der E-Klasse wurde im Vorhinein in ähnlichem Design wie die S-Klasse (Baureihe 222) und die C-Klasse (Baureihe 205) erwartet. Das Design ist nach der glatten, scharfkantigen und geradlienigeren Vorgängerbaureihe 212 der E-Klasse runder und geschwungener ausgefallen.
In der Baureihe 213 kommt, wie in der C- und der S-Klasse, Daimlers modulare MRA-Plattform zum Einsatz. Die E-Klasse hat mit einer Länge von 4950 mm und einer Breite von 1940 mm ein weiteres Mal an Größe zugenommen. Das Kofferraumvolumen des T-Modell (S 213) verringert sich im Vergleich zum Vorgänger (S 212) um 55 Liter auf nun 640 Liter. Wie schon bei der aktuellen C-Klasse (Baureihe 205) wird vermehrt Aluminium anstelle von Stahl in der Karosserie verbaut, wodurch eine Gewichtsersparnis bis zu 100 kg im Vergleich zur Baureihe 212 erzielt wurde. Das Leergewicht des direkt vergleichbaren E 350 d sinkt um 45 kg auf 1800 kg. Rund 7 kg der Gewichtsersparnis werden durch ein um neun Liter auf 50 Liter verringertes Tankvolumen erzielt. Gegen Aufpreis war ein 66-Liter-Tank (Serie bei E 300, E 400 und AMG-Modellen) erhältlich, bei E-400- und AMG-Modellen ein 80-Liter-Tank.
Im Design folgt die neue E-Klasse der aktuellen C-Klasse, dem GLA und dem S-Klasse-Coupé. Die Frontscheinwerfer wurden ebenso wie die im Heck komplett neu gestaltet. Die Heckleuchten gab es ausschließlich in LED-Ausführung mit dreistufiger Helligkeitsanpassung für verschiedene Verkehrs- und Helligkeitssituationen. Wie in mehreren jüngeren Mercedes-Modellen waren zwei Kühlergrillversionen erhältlich: Entweder der traditionellere Lamellengrill mit Stern als Motorhaubenfigur oder die sportlichere Front mit ein bis zwei Querlamellen und einem großen Mercedes-Stern in der Mitte. Die zur Markteinführung angebotenen Modelle hatten einen unveränderten cw-Wert von 0,26 (E 200, E 220 d) bis 0,27 (E 350 d). Das Cockpit wurde optional mit einem 15 cm hohen und 70 cm breiten HD-Monitor ausgestattet. Außerdem war zum ersten Mal in der E-Klasse ein Head-up-Display verfügbar und weitere Funktionen zur Bedienung über zwei Touchpads am Multifunktionslenkrad wurden implementiert.
Die E-Klasse der Baureihe 213 war als erste Baureihe mit dem neu entwickelten Dieselmotor Mercedes-Benz OM 654 erhältlich. Ab 2018 waren auch neu entwickelte Sechszylinder-Reihenmotoren (Diesel- und Ottomotoren) in der Baureihe 213 verfügbar. Der zur selben modularen Motorenfamilie gehörende Benzinmotor M 254 sollte mit der Modellpflege zum Herbst 2020 als E 350 eingeführt werden, wurde dann jedoch im September 2020 zugunsten von Plug-in-Hybrid-Modellen gestrichen.

## Technologie

### Sicherheitsfeatures
Active Brake Assist und Evasive Steering Assist arbeiten zur Kollisionswarnung bei der 2016er E-Klasse zusammen. Das erste System kann bei potentiellen Kollisionsgefahren den Fahrer warnen und eine Notbremsung einleiten. Das System erkennt zusätzlich sich bewegenden, kreuzenden Verkehr. Evasive Steering Assist unterstützt den Fahrer durch eine Erhöhung der Lenkkräfte bei Ausweichaktionen zur Umfahrung eines Hindernisses.
Car-to-X Communication ist ein weiteres Sicherheitssystem, welches vernetzte Fahrzeuge auf derselben Strecke vor möglichen Gefahren warnt.
Sollte eine Kollision unausweichlich sein, schiebt die PRE-SAFE Impulse Side die Insassen mittels aufblasbarer Seitenteile in den Sitzen vom Aufschlagpunkt weg; gleichzeitig regt ein PRE-SAFE Sound (=rauschendes Geräusch via Lautsprecher) den menschlichen Schutzmechanismus im Ohr durch Anspannung des Musculus stapedius und damit Versteifung der Gehörknöchelchenkette an und trägt damit zur Verringerung von Schäden des Innenohrs beim Auslösen der Airbags bei.
Das Zusammenwirken von Sensoren, Kameras und Radarsensoren bringt die Baureihe dem langfristigen Ziel des autonomen Fahrens näher. Ein Spurhalteassistenzsystem namens Intelligent Drive führt das Fahrzeug bei bis zu 200 km/h in der Fahrspur und ein Abstandsregeltempomat regelt den Abstand zu einem vorausfahrenden Fahrzeug. Das System warnt beim Loslassen des Lenkrads mithilfe eines akustischen Signals, die Kontrolle über das Fahrzeug wieder aufzunehmen, falls die Fahrsituation dies erfordert.
Der Steering Pilot nutzt die Straßenmarkierung bei Geschwindigkeiten bis 140 km/h. Außerdem erkennen Sensoren den Straßenverlauf auch ohne Markierung.
Das System reguliert ohne Eingriff durch den Fahrer anhand selbst erkannter Verkehrszeichen auch die Geschwindigkeit.

### LED-Scheinwerfer

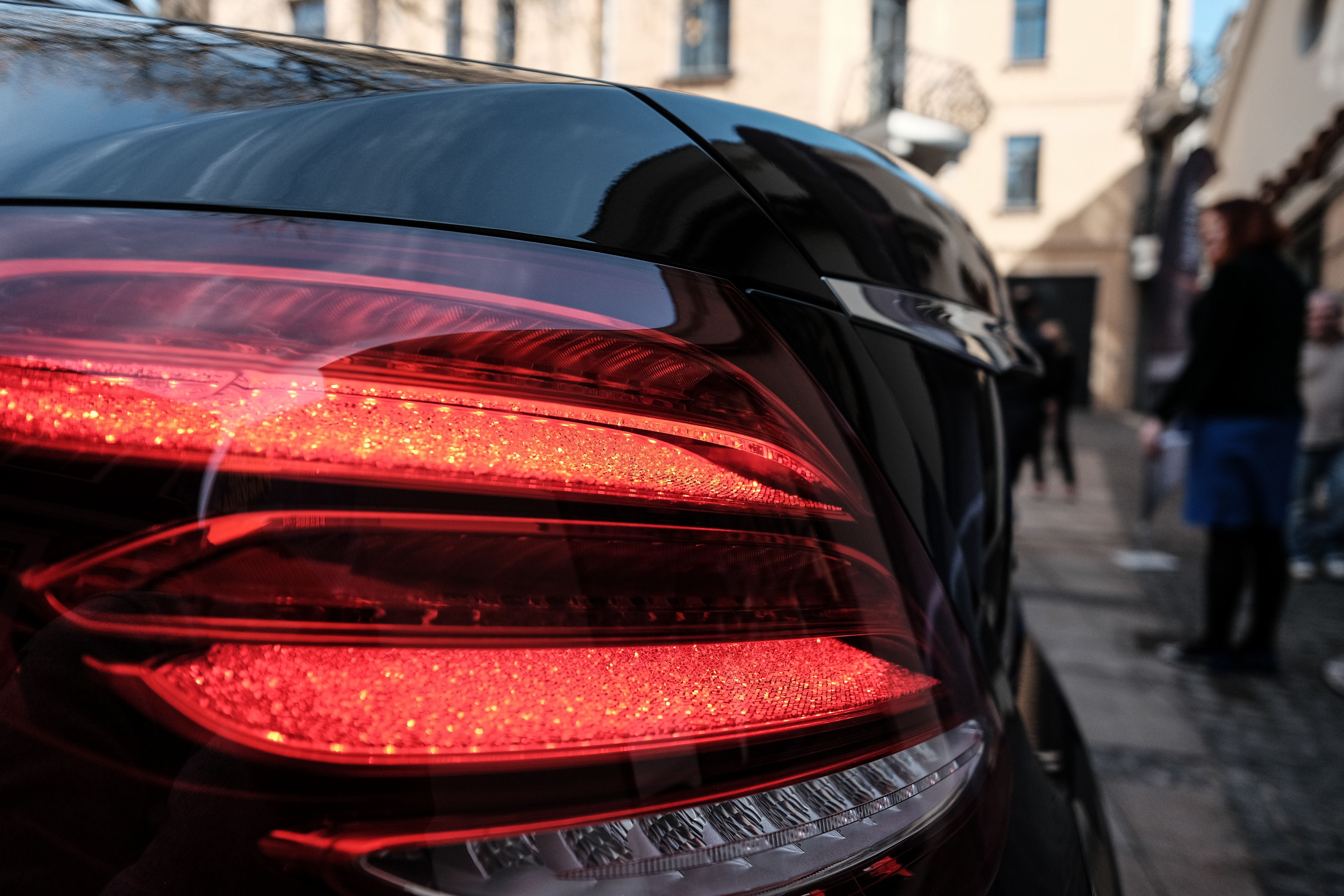
Rücklicht mit Stardust-Effekt
bis zur Modellpflege 2020

Das serienmäßige Halogen-Abblendlicht des Vorgängers wird durch LED-Scheinwerfer ersetzt. Als Sonderausstattung stehen Multibeam LED-Scheinwerfer (Blendfreies Fernlicht) zur Verfügung. Diese wurden erstmals in der Modellpflege der Baureihe 218 (CLS) eingeführt. Verglichen mit dieser wurde die Anzahl der einzeln ansteuerbaren LED-Leuchtelemente für Fern- und Abblendlicht in der 2016er E-Klasse von 24 auf 84 erhöht. Als Weltneuheit konnte hierdurch auch für das dynamische Kurvenlicht komplett auf eine mechanische Aktuatorik verzichtet werden, lediglich die Funktion der Leuchtweitenregulierung, bedingt durch Bremsen, Beschleunigen oder Beladung, wird durch Elektromotoren gelöst. Alle anderen Funktionen werden rein elektronisch umgesetzt. Das Beleuchtungsprofil wird je nach geografischen Gegebenheiten, zum Beispiel innerstädtisch über das Navigationssystem angepasst, geregelt. Weitere Funktionen stehen für Schlechtwetter-, Autobahn-, Kreuzungs- oder Kreisverkehrlicht zur Verfügung. Insgesamt vier Steuergeräte berechnen alle 10 ms die ideale Lichtverteilung neu. Zusätzlich gibt es farbige Elemente im Scheinwerfer.

### Fernbedientes Einparken
Die neue Smartphone-App Remote Parking Pilot lässt den Fahrer das Fahrzeug aus naher Distanz außerhalb des Fahrzeugs durch kreisende Reibbewegung auf dem Display ein- und ausparken. Diese Funktion erlaubt Fahrgeschwindigkeiten von maximal 3 km/h und lässt außerdem das Anlassen, Stoppen, Öffnen und Schließen des Fahrzeugs zu.
Ein weiteres Smartphone-Feature ist der Digital Car Key, welches Smartphones als Ersatz für den normalen Autoschlüssel einsetzbar macht. Dies funktioniert über Near Field Communication, welche den Schließmechanismus selbst ohne Batterieladung im Handy auslöst. Dieses Feature soll vor allem die professionelle Autovermietung revolutionieren.

## Motorversionen

### E 350 e Plug-in-Hybrid
Der Ottomotor-Plug-in-Hybrid E 350 e verfügt über eine in das Getriebegehäuse integrierte E-Maschine mit einer Maximalleistung von 65 kW (88 PS) und einem Drehmoment von 440 Nm. Die E-Klasse ist das erste Fahrzeug, das mit der dritten Generation des Hybridgetriebes von Mercedes-Benz ausgestattet wird. Die dritte Generation basiert auf dem Automatikgetriebe 9G-Tronic, die Leistung des im Joint Venture EM-motive mit Bosch entwickelten Elektromotors konnte im Vergleich zur Vorgängergeneration um 5 kW und das Drehmoment um 100 Nm gesteigert werden. Im Zusammenspiel mit dem Vierzylinder-Benzinmotor M 274 DE H 20 LA ergibt sich eine Systemleistung von 210 kW (286 PS) und ein Systemdrehmoment von 550 Nm. Nach NEFZ kann eine rein elektrische Reichweite von 33 km erreicht werden.

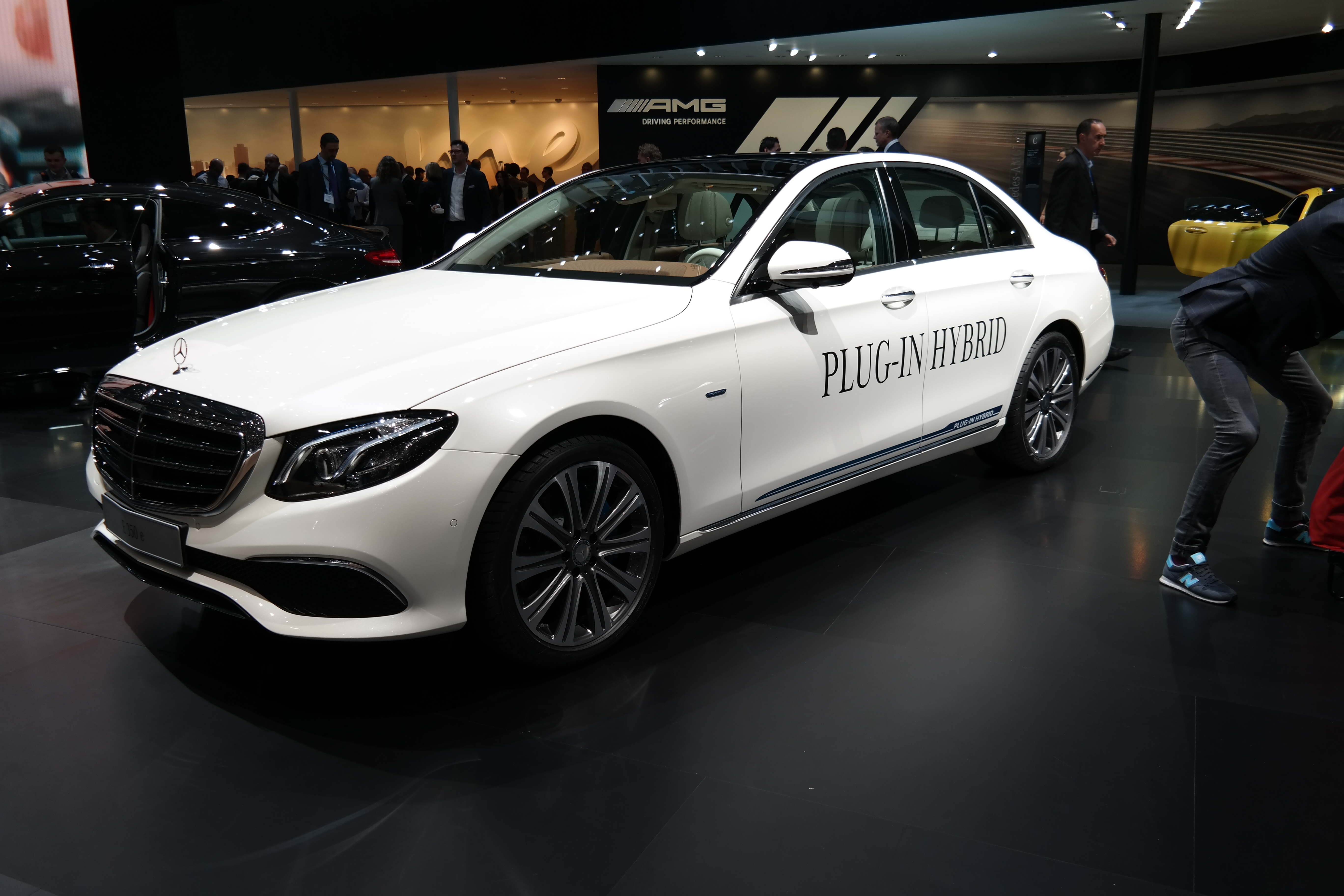
E 350 e mit Exclusive-Exterieur
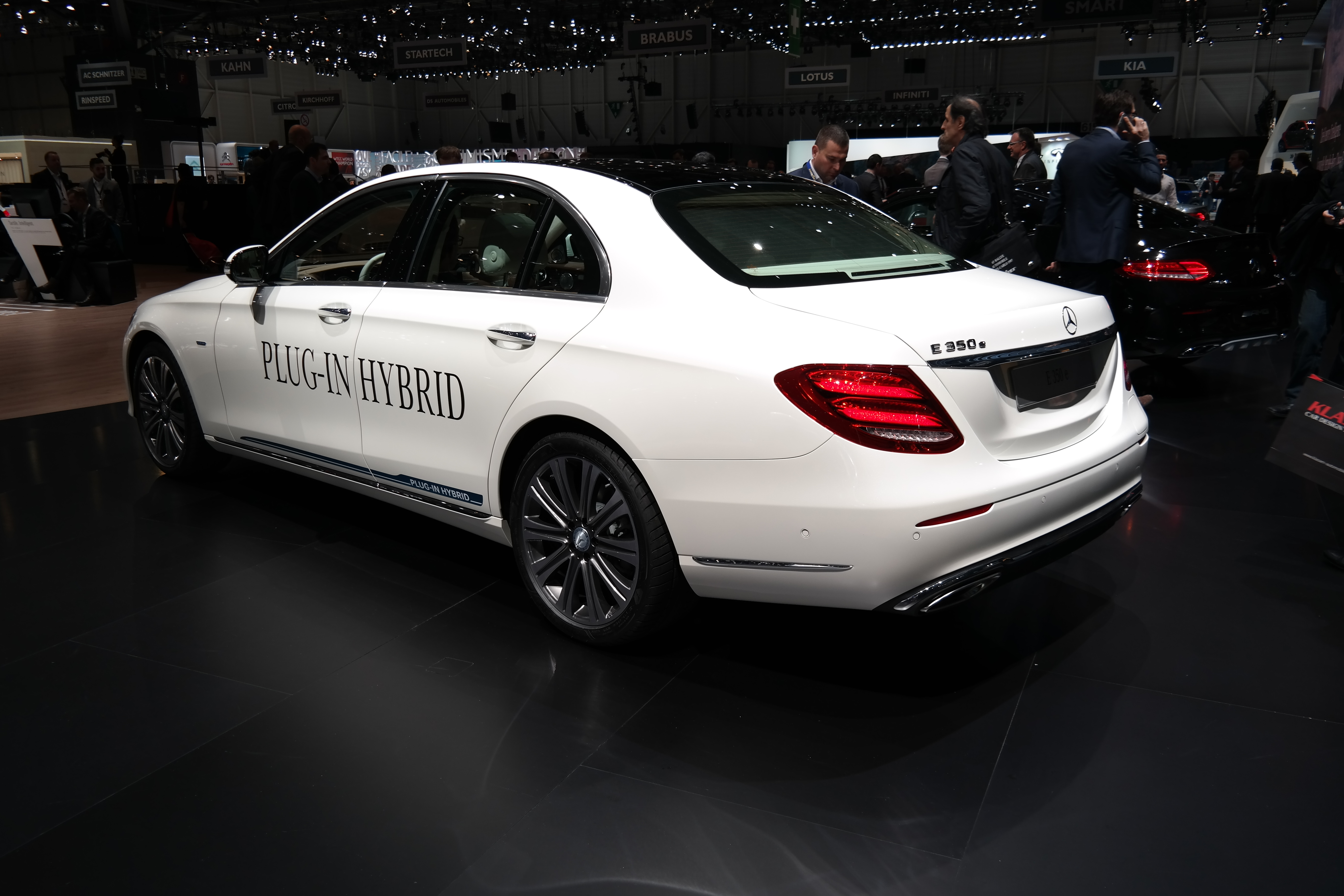
Heckansicht

Ab 2018 wurde das Modell mit einem stärkeren Elektromotor als E 300 e sowie zusätzlich mit dem OM 654-Dieselmotor als E 300 de angeboten.

### Mercedes-AMG E 63 (2017–2023)
Im März 2017 wurde der E 63 mit dem überarbeiteten V8-Motor M 177 in zwei Versionen gestartet. Gekoppelt ist der Motor mit dem AMG SPEEDSHIFT MCT 9-Gang-Sportgetriebe. Statt eines Drehmomentwandlers kommt hier eine Nasskupplung zum Einsatz. Aufgrund geringer Nachfrage gab es keinen Hinterradantrieb mehr, alle AMG-Versionen waren nun mit einem komplett neu entwickelten Vierradantrieb (4MATIC+) verfügbar. Beim Bathurst 12-Stunden-Rennen 2018 auf dem Mount Panorama Circuit wurde als Safety Car ein E 63 S verwendet. Da im Nachfolgemodell kein V8-Benziner mehr eingesetzt werden sollte, präsentierte Mercedes-AMG im Mai 2022 das auf 999 Exemplare limitierte Sondermodell Final Edition.

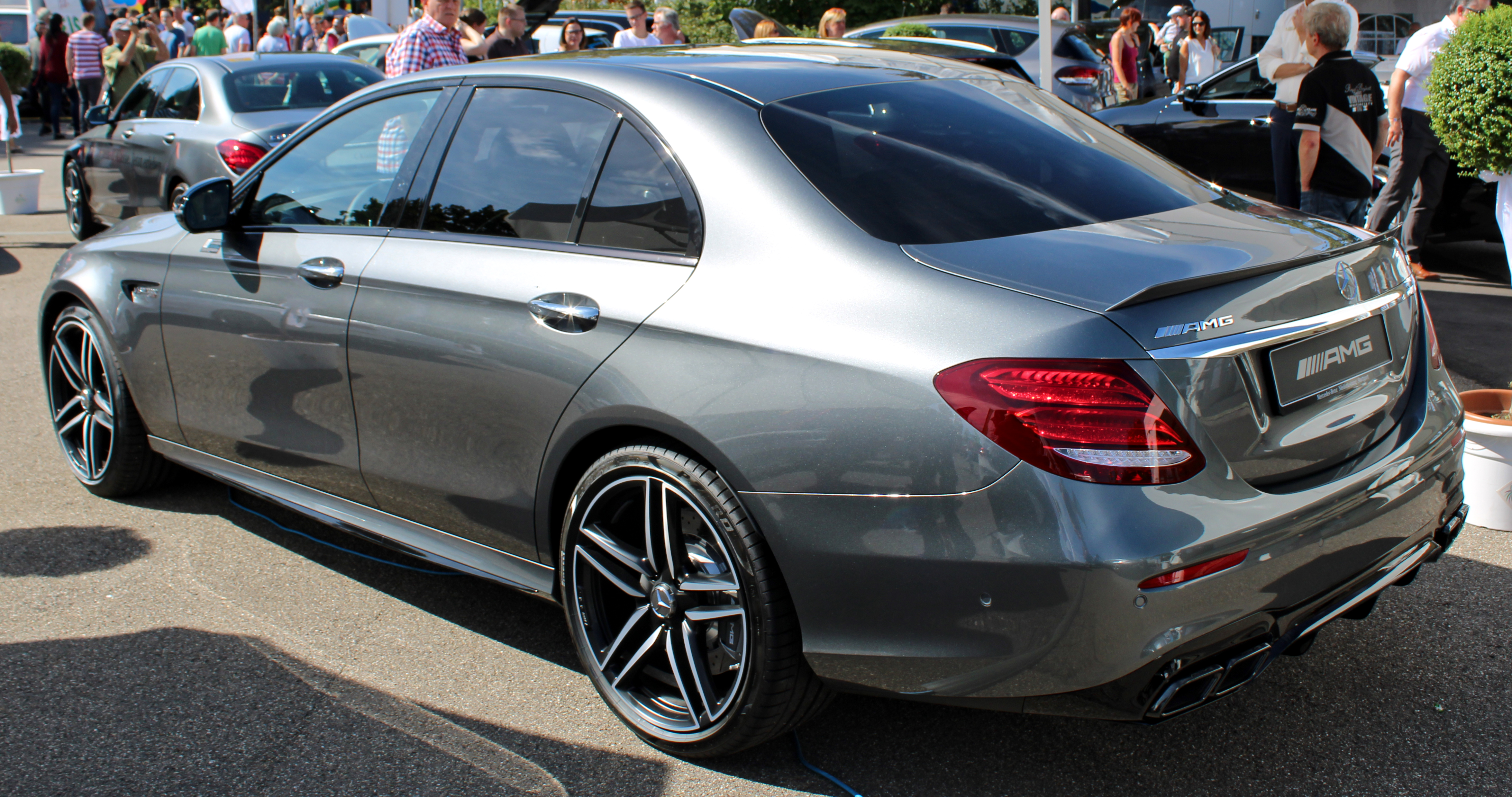
E 63 (420 kW, 2017–2020)
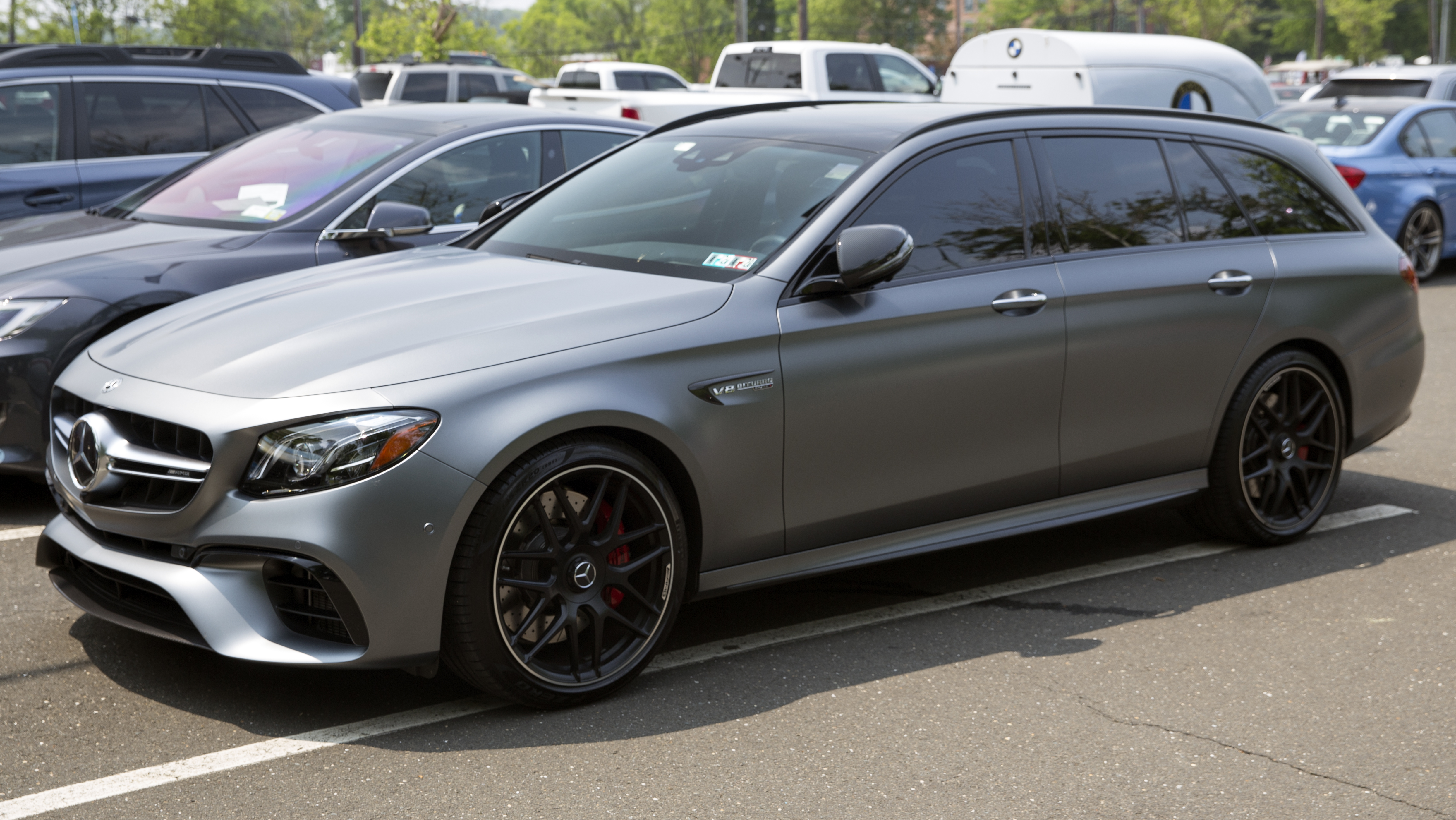
E 63 S T-Modell (450 kW, 2017–2020)
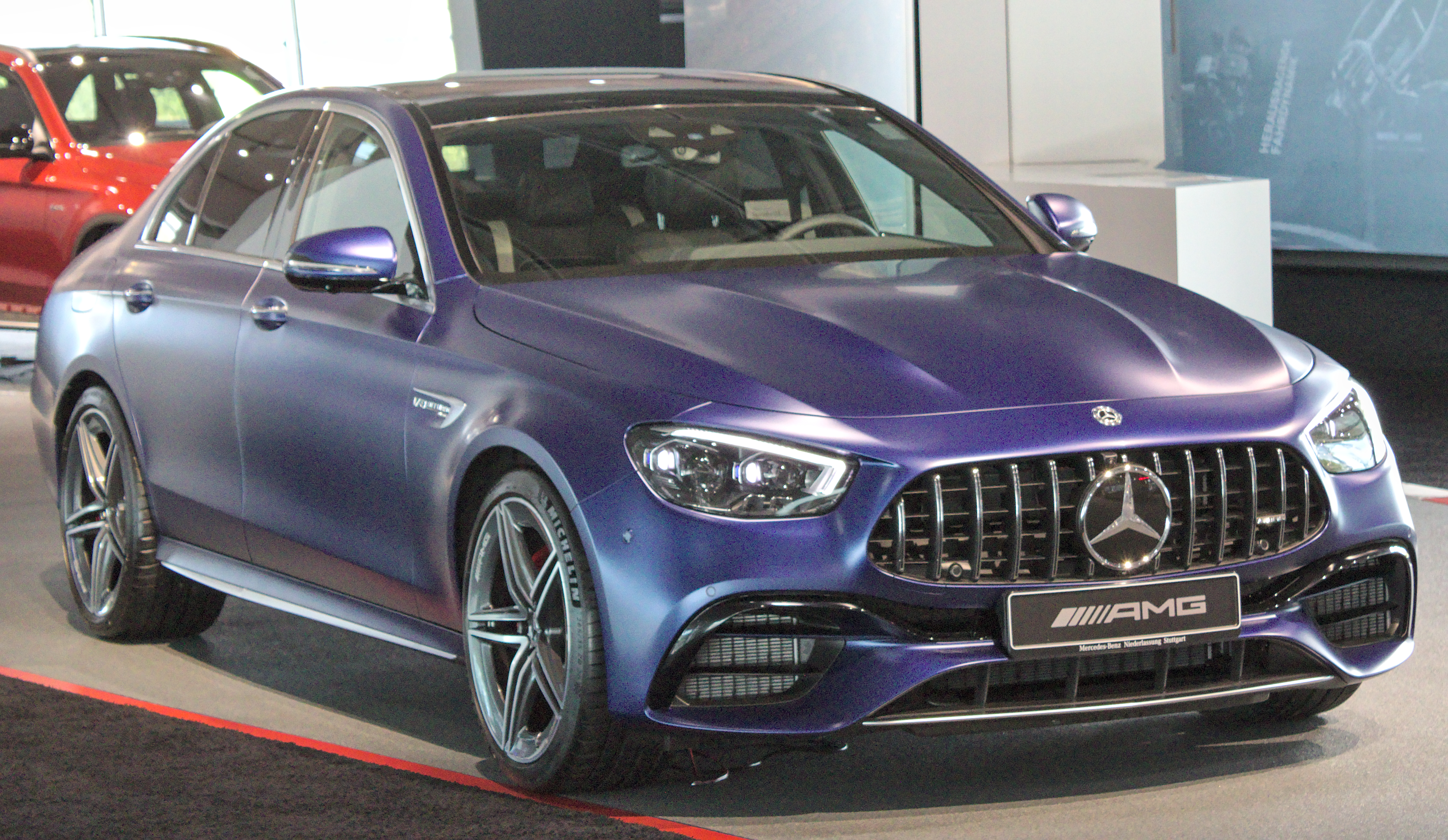
E 63 S (450 kW, 2020–2023)
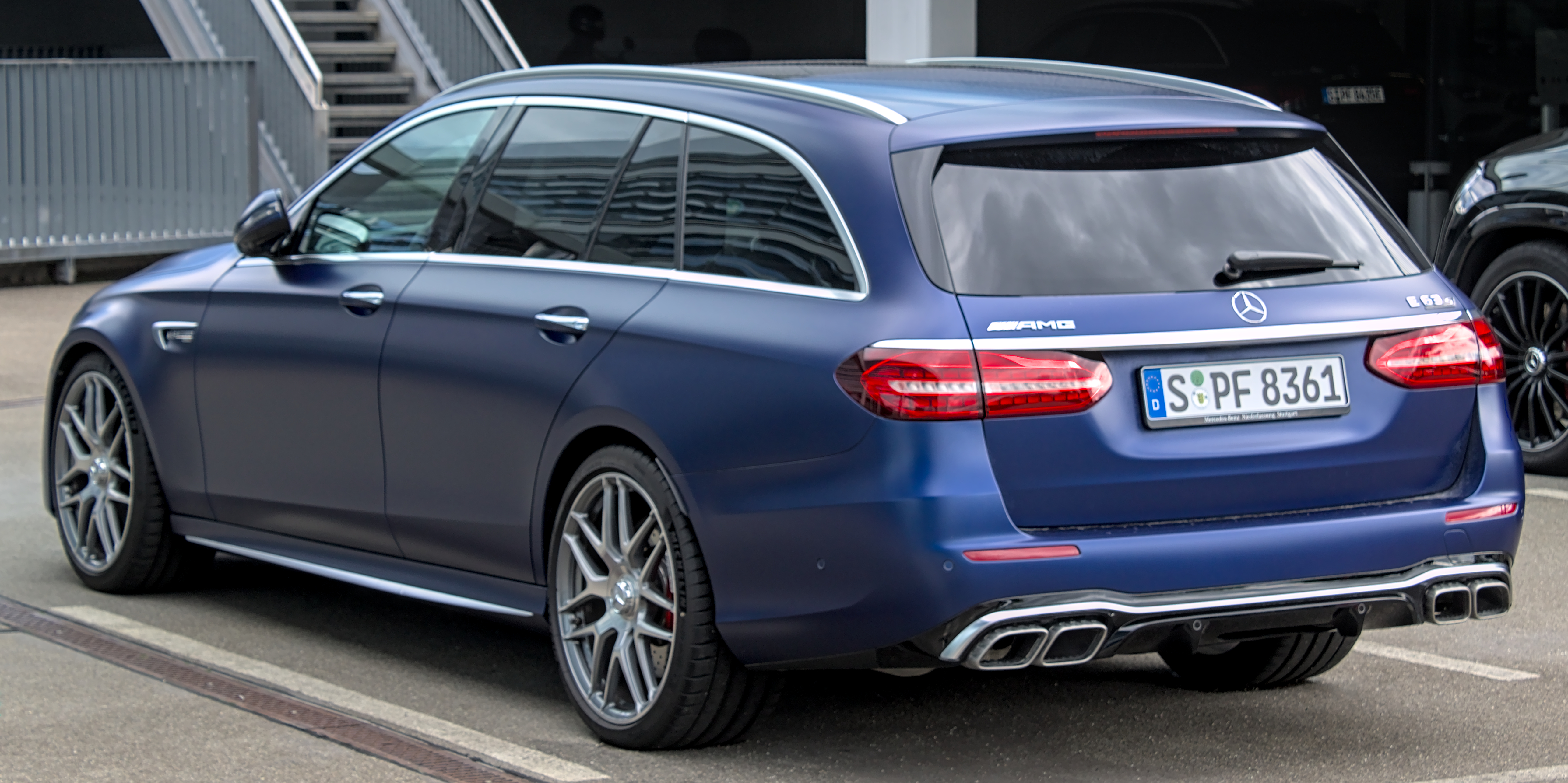
E 63 S T-Modell (450 kW, 2020–2023)

## All-Terrain 4×4²
Auf Basis eines S 213 E 400 wurde unter Leitung des Ingenieurs Jürgen Eberle das Einzelstück All-Terrain 4×4² entwickelt, das analog zum G 500 4×4² Portalachsen wie der Unimog und somit eine wesentlich größere Geländegängigkeit und Bodenfreiheit hat. Angetrieben wird der All-Terrain 4×4² von einem Sechszylinder-V-Ottomotor mit 3498 cm³ Hubraum. Vom Getriebe auf die Achsen wird das Drehmoment über Antriebswellen übertragen, die von einem AMG-Mitarbeiter stammen. Für die Aufnahme der Portalachsen wurde vorn ein Hilfsrahmen eingebaut und der Hinterachsträger modifiziert. Anders als beim Unimog werden nicht die Achsen mit Schubrohren geführt, sondern die Räder an Lenkern. Es sind Reifen der Dimension 285/50 R 20 aufgezogen, die Radkästen wurden dafür entsprechend vergrößert, es wurden 3D-gedruckte Teile eingesetzt. Die Bodenfreiheit des Fahrzeuges beträgt 420 mm, die Wattiefe 500 mm; es ist 2100 mm breit. Eine Serienfertigung war nicht geplant.

## Technische Daten

### Ottomotoren
| Kenngrößen                                  | E 180 (2)                        | E 200                                                      | E 200 4MATIC                                            | E 180                            | E 200 / E 260                                            | E 200 4MATIC / E 260 4MATIC                              | E 250                            | E 300                            | E 300 4MATIC                     | E 300 / E 350                                            | E 350                                             | E 350 4MATIC                     | E 300                            | E 400 4MATIC                      | E 450 4MATIC                      | E 450 4MATIC                                      | Mercedes-AMG E 43 4MATIC         | Mercedes-AMG E 53 4MATIC+                                | Mercedes-AMG E 63 4MATIC+                                | Mercedes-AMG E 63 S 4MATIC+                                                        |   |   |   |   |
| Vin code                                    | 213 040                          | 213 042                                                    | 213 043 213 243                                         | 213 076                          | 213 077 213 080 213 277 213 280                          | 213 078 213 087 213 278 213 279 213 287                  | 213 045 213 245                  | 213 048                          | 213 049                          | 213 083 213 283                                          | 213 085                                           | 213 084 213 086                  | 213 073                          | 213 066 213 071 213 266 213 271   | 213 068 213 268                   | 213 059 213 259 213 260                           | 213 064 213 264                  | 213 061 213 261                                          | 213 088 213 288                                          | 213 089 213 289                                                                    |   |   |   |   |
| Bauzeitraum                                 | 01/2016–06/2019                  | 02/2016–05/2019                                            | 02/2016–05/2019                                         | 07/2019–10/2023                  | 06/2019–08/2023                                          | 06/2019–08/2023                                          | 07/2016–04/2018                  | 07/2016–05/2019                  | 07/2016–05/2019                  | 06/2019–08/2023                                          | 04/2018–06/2020                                   |                                  |                                  | 07/2016–04/2018                   | 09/2018–06/2020                   | 06/2020–08/2023                                   | 07/2016–04/2018                  | 04/2018–08/2023                                          | 03/2017–06/2020                                          | 03/2017–08/2023                                                                    |   |   |   |   |
| Motorkenndaten                              |                                  |                                                            |                                                         |                                  |                                                          |                                                          |                                  |                                  |                                  |                                                          |                                                   |                                  |                                  |                                   |                                   |                                                   |                                  |                                                          |                                                          |                                                                                    |   |   |   |   |
| Motorbezeichnung *                          | M 274 DE 16 LA                   | M 274 DE 20 LA                                             | M 274 DE 20 LA                                          | M 264 E 15                       | M 264 DE 20 LA                                           | M 264 DE 20 LA                                           | M 274 DE 20 LA                   | M 274 DE 20 LA                   | M 274 DE 20 LA                   | M 264 DE 20 LA                                           | M 264 DE 20 LA                                    | M 264                            | M 254                            | M 276 DES 35 LA                   | M 276 DEH 30 LA                   | M 256 E30 DEH LA G R                              | M 276 DE 30 AL                   | M 256 E30 DEH LA G                                       | M 177 DE 40 AL                                           | M 177 DE 40 AL                                                                     |   |   |   |   |
| Motortyp                                    | R4-Ottomotor                     | R4-Ottomotor                                               | R4-Ottomotor                                            | R4-Ottomotor                     | R4-Ottomotor + Elektromotor                              | R4-Ottomotor + Elektromotor                              | R4-Ottomotor                     | R4-Ottomotor                     | R4-Ottomotor                     | R4-Ottomotor + Elektromotor                              | R4-Ottomotor + Elektromotor                       |                                  |                                  | V6-Ottomotor                      | V6-Ottomotor                      | R6-Ottomotor + Elektromotor                       | V6-Ottomotor                     | R6-Ottomotor + Elektromotor                              | V8-Ottomotor                                             | V8-Ottomotor                                                                       |   |   |   |   |
| Gemischaufbereitung                         | Direkteinspritzung               | Direkteinspritzung                                         | Direkteinspritzung                                      | Direkteinspritzung               | Direkteinspritzung                                       | Direkteinspritzung                                       | Direkteinspritzung               | Direkteinspritzung               | Direkteinspritzung               | Direkteinspritzung                                       | Direkteinspritzung                                | Direkteinspritzung               | Direkteinspritzung               | Direkteinspritzung                | Direkteinspritzung                | Direkteinspritzung                                | Direkteinspritzung               | Direkteinspritzung                                       | Direkteinspritzung                                       | Direkteinspritzung                                                                 |   |   |   |   |
| Motoraufladung                              | Turbolader                       | Turbolader                                                 | Turbolader                                              | Turbolader                       | Turbolader                                               | Turbolader                                               | Turbolader                       | Turbolader                       | Turbolader                       | Turbolader                                               | Turbolader                                        |                                  |                                  | Biturbo                           | Biturbo                           | Turbolader                                        | Biturbo                          | Turbolader und Elektrischer Zusatzverdichter             | Biturbo                                                  | Biturbo                                                                            |   |   |   |   |
| Hubraum                                     | 1595 cm³                         | 1991 cm³                                                   | 1991 cm³                                                | 1497 cm³                         | 1991 cm³                                                 | 1991 cm³                                                 | 1991 cm³                         | 1991 cm³                         | 1991 cm³                         | 1991 cm³                                                 | 1991 cm³                                          | 1991 cm³                         | 1991 cm³                         | 3498 cm³                          | 2996 cm³                          | 2999 cm³                                          | 2996 cm³                         | 2999 cm³                                                 | 3982 cm³                                                 | 3982 cm³                                                                           |   |   |   |   |
| max. Leistung                               | 115 kW (156 PS) bei 5300/min     | 135 kW (184 PS) bei 5500/min                               | 135 kW (184 PS) bei 5500/min                            | 115 kW (156 PS)                  | 145 kW + 10 kW (197 PS + 14 PS) bei 5500–6100/min        | 145 kW + 10 kW (197 PS + 14 PS) bei 5500–6100/min        | 155 kW (211 PS) bei 5500/min     | 180 kW (245 PS) bei 5500/min     | 180 kW (245 PS) bei 5500/min     | 190 kW + 10 kW (258 PS + 14 PS) bei 5500–6100/min        | 220 kW + 10 kW (299 PS + 14 PS) bei 5800–6100 min |                                  |                                  | 245 kW (333 PS) bei 5250–6000/min | 270 kW (367 PS) bei 5500–6000/min | 270 kW + 16 kW (367 PS + 22 PS) bei 5500–6100/min | 295 kW (401 PS) bei 6100/min     | 320 kW + 16 kW (435 PS + 22 PS) bei 6100/min             | 420 kW (571 PS) bei 5750–6500/min                        | 450 kW (612 PS) bei 5750–6500/min                                                  |   |   |   |   |
| max. Drehmoment                             | 250 Nm bei 1200–4000/min         | 300 Nm bei 1200–4000/min                                   | 300 Nm bei 1200–4000/min                                | 250 Nm bei 1500–4000/min         | 320 Nm bei 1650–4000/min                                 | 320 Nm bei 1650–4000/min                                 | 350 Nm bei 1200–4000/min         | 370 Nm bei 1300–4000/min         | 370 Nm bei 1300–4000/min         | 370 Nm bei 1800–4000/min                                 | 400 Nm bei 3000–4000/min                          |                                  |                                  | 480 Nm bei 1200–4000/min          | 500 Nm bei 1800–4500/min          | 500 Nm bei 1600–4500/min                          | 520 Nm bei 2500–5000/min         | 520 Nm bei 1800–5800/min                                 | 750 Nm bei 2500–5000/min                                 | 850 Nm bei 2500–4500/min                                                           |   |   |   |   |
| Kraftübertragung                            |                                  |                                                            |                                                         |                                  |                                                          |                                                          |                                  |                                  |                                  |                                                          |                                                   |                                  |                                  |                                   |                                   |                                                   |                                  |                                                          |                                                          |                                                                                    |   |   |   |   |
| Antrieb, serienmäßig                        | Hinterradantrieb                 | Hinterradantrieb                                           | Allradantrieb                                           | Hinterradantrieb                 | Hinterradantrieb                                         | Allradantrieb                                            | Hinterradantrieb                 | Hinterradantrieb                 | Allradantrieb                    | Hinterradantrieb                                         | Hinterradantrieb                                  |                                  |                                  | Allradantrieb                     | Allradantrieb                     | Allradantrieb                                     | Allradantrieb                    | Allradantrieb                                            | Allradantrieb                                            | Allradantrieb                                                                      |   |   |   |   |
| Getriebe, serienmäßig                       | Neunstufen-Automatik (9G-Tronic) | (6-Gang-Schaltgetriebe bis 04/2018) (ab 04/2018 9G-Tronic) | Neunstufen-Automatik (9G-Tronic)                        | Neunstufen-Automatik (9G-Tronic) | Neunstufen-Automatik (9G-Tronic)                         | Neunstufen-Automatik (9G-Tronic)                         | Neunstufen-Automatik (9G-Tronic) | Neunstufen-Automatik (9G-Tronic) | Neunstufen-Automatik (9G-Tronic) | Neunstufen-Automatik (9G-Tronic)                         | Neunstufen-Automatik (9G-Tronic)                  | Neunstufen-Automatik (9G-Tronic) | Neunstufen-Automatik (9G-Tronic) | Neunstufen-Automatik (9G-Tronic)  | Neunstufen-Automatik (9G-Tronic)  | Neunstufen-Automatik (9G-Tronic)                  | Neunstufen-Automatik (9G-Tronic) | AMG SPEEDSHIFT TCT 9G                                    | AMG SPEEDSHIFT MCT 9-Gang-Sportgetriebe                  | AMG SPEEDSHIFT MCT 9-Gang-Sportgetriebe                                            |   |   |   |   |
| Getriebe, optional                          | —                                | Neunstufen-Automatik (9G-Tronic) (bis 04/2018)             | —                                                       | —                                | —                                                        | —                                                        | —                                | —                                | —                                | —                                                        | —                                                 | —                                | —                                | —                                 | —                                 | —                                                 | —                                | —                                                        | —                                                        | —                                                                                  | — | — | — | — |
| Messwerte                                   |                                  |                                                            |                                                         |                                  |                                                          |                                                          |                                  |                                  |                                  |                                                          |                                                   |                                  |                                  |                                   |                                   |                                                   |                                  |                                                          |                                                          |                                                                                    |   |   |   |   |
| Höchstgeschwindigkeit                       |                                  |                                                            |                                                         |                                  |                                                          |                                                          |                                  |                                  |                                  |                                                          |                                                   |                                  |                                  |                                   |                                   |                                                   |                                  |                                                          |                                                          |                                                                                    |   |   |   |   |
| Limousine                                   | 228 km/h                         | 240 km/h [240 km/h] (3)                                    | 233 km/h                                                |                                  | 240 km/h                                                 | 232 km/h                                                 | 250 km/h (4)                     | 250 km/h (4)                     | —                                | 250 km/h (4)                                             | 250 km/h (4)                                      |                                  |                                  | 250 km/h (4)                      | 250 km/h (4)                      | 250 km/h (4)                                      | 250 km/h (4)                     | 250 km/h (4) [ 270 km/h ] (1) (4)                        | 250 km/h (4) [ 300 km/h ] (1) (4)                        | 250 km/h (4) [ 300 km/h ] (1) (4)                                                  |   |   |   |   |
| T-Modell                                    | —                                | [231 km/h] (3)                                             | —                                                       |                                  | 231 km/h                                                 | 225 km/h                                                 | 243 km/h                         | —                                | —                                | 250 km/h (4)                                             | —                                                 |                                  |                                  | 250 km/h (4)                      | 250 km/h (4)                      | 250 km/h (4)                                      | 250 km/h (4)                     | 250 km/h (4) [ 270 km/h ] (1) (4)                        | 250 km/h (4) [ 290 km/h ] (1) (4)                        | 250 km/h (4) [ 290 km/h ] (1) (4)                                                  |   |   |   |   |
| Beschleunigung, 0–100 km/h                  |                                  |                                                            |                                                         |                                  |                                                          |                                                          |                                  |                                  |                                  |                                                          |                                                   |                                  |                                  |                                   |                                   |                                                   |                                  |                                                          |                                                          |                                                                                    |   |   |   |   |
| Limousine                                   | 8,9 s                            | 8,1 s [7,7 s] (3)                                          | 7,9 s                                                   |                                  | 7,5 s                                                    | 7,6 s                                                    | 6,9 s                            | 6,3 s                            | —                                | 6,2 s                                                    | 5,9 s                                             |                                  |                                  | 5,2 s                             | 5,1 s                             | 5,0 s                                             | 4,6 s                            | 4,5 s                                                    | 3,5 s                                                    | 3,4 s                                                                              |   |   |   |   |
| T-Modell                                    | —                                | [8,1 s] (3)                                                | —                                                       |                                  | 7,8 s                                                    | 7,9 s                                                    | 7,2 s                            | —                                | —                                | 6,3 s                                                    | —                                                 |                                  |                                  | 5,4 s                             | 5,3 s                             | 5,2 s                                             | 4,7 s                            | 4,6 s                                                    | 3,6 s                                                    | 3,5 s                                                                              |   |   |   |   |
| Kraftstoffverbrauch auf 100 km (kombiniert) |                                  |                                                            |                                                         |                                  |                                                          |                                                          |                                  |                                  |                                  |                                                          |                                                   |                                  |                                  |                                   |                                   |                                                   |                                  |                                                          |                                                          |                                                                                    |   |   |   |   |
| Limousine                                   | 6,5–5,9 l Super                  | 6,8–6,1 l Super [6,3–5,9 l Super] (3)                      | 7,3–6,8 l Super                                         |                                  | 6,5–6,1 l Super                                          | 7,2–6,7 l Super                                          | 6,3–5,9 l Super                  | 6,6 l Super                      | —                                | 6,6–6,1 l Super                                          | 6,7 l Super Plus                                  |                                  |                                  | 7,9–7,6 l Super                   | 8,4–8,6 l Super Plus              | 7,9–8,3 l Super                                   | 8,2–8,4 l Super Plus             | 8,6–8,7 l Super Plus                                     | 8,8–9,1 l Super Plus                                     | 8,8–9,1 l Super Plus                                                               |   |   |   |   |
| T-Modell                                    | —                                | [6,6–6,2 l Super] (3)                                      | —                                                       |                                  | 6,8–6,4 l Super                                          | 7,3–6,8 l Super                                          | 6,6–6,2 l Super                  | —                                | —                                | 6,9–6,4 l Super                                          | —                                                 |                                  |                                  | 8,2–7,9 l Super                   | 8,5–8,9 l Super Plus              | 8,1–8,7 l Super                                   | 8,4–8,6 l Super Plus             | 8,7–8,9 l Super Plus                                     | 9,1–9,4 l Super Plus                                     | 9,1–9,4 l Super Plus                                                               |   |   |   |   |
| CO2-Emission (kombiniert)                   |                                  |                                                            |                                                         |                                  |                                                          |                                                          |                                  |                                  |                                  |                                                          |                                                   |                                  |                                  |                                   |                                   |                                                   |                                  |                                                          |                                                          |                                                                                    |   |   |   |   |
| Limousine                                   | 146–134 g/km                     | 153–140 g/km [142–132 g/km] (3)                            | 162–152 g/km                                            |                                  | 149–139 g/km                                             | 164–153 g/km                                             | 142–132 g/km                     | 156 g/km                         | —                                | 150–140 g/km                                             | 153 g/km                                          |                                  |                                  | 179–173 g/km                      | 192–196 g/km                      | 181–189 g/km                                      | 187–192 g/km                     | 197–200 g/km                                             | 199–207 g/km                                             | 199–207 g/km                                                                       |   |   |   |   |
| T-Modell                                    | —                                | [149–138 g/km] (3)                                         | —                                                       |                                  | 156–146 g/km                                             | 166–156 g/km                                             | 149–138 g/km                     | —                                | —                                | 157–147 g/km                                             | —                                                 |                                  |                                  | 186–180 g/km                      | 194–203 g/km                      | 187–198 g/km                                      | 192–197 g/km                     | 200–203 g/km                                             | 206–214 g/km                                             | 206–214 g/km                                                                       |   |   |   |   |
| Abgasnorm nach EU-Klassifikation            | Euro 6                           | Euro 6 (02/2016–04/2018) Euro 6d-TEMP (04/2018–05/2019)    | Euro 6 (02/2016–04/2018) Euro 6d-TEMP (04/2018–05/2019) |                                  | Euro 6d-TEMP (06/2019–06/2020) Euro 6d (06/2020–08/2023) | Euro 6d-TEMP (06/2019–06/2020) Euro 6d (06/2020–08/2023) | Euro 6b                          | Euro 6b                          | Euro 6b                          | Euro 6d-TEMP (06/2019–06/2020) Euro 6d (06/2020–08/2023) | Euro 6d-TEMP                                      |                                  |                                  | Euro 6b                           | Euro 6d-TEMP                      | Euro 6d                                           | Euro 6b                          | Euro 6d-TEMP (04/2018–06/2018) Euro 6d (06/2020–08/2023) | Euro 6b (03/2017–04/2018) Euro 6d-TEMP (04/2018–06/2020) | Euro 6b (03/2017–04/2018) Euro 6d-TEMP (04/2018–06/2020) Euro 6d (07/2020–08/2023) |   |   |   |   |

### Plug-in-Hybride
| Kenngrößen                                  | E 300 e                          | E 300 e                          | E 300 e 4MATIC                   | E 350 e                          | E 300 de                                                 | E 300 de 4MATIC                                      |
| ------------------------------------------- | -------------------------------- | -------------------------------- | -------------------------------- | -------------------------------- | -------------------------------------------------------- | ---------------------------------------------------- |
| Bauzeitraum                                 | 11/2018–06/2020                  | 07/2020–08/2023                  | 06/2020–08/2023                  | 07/2016–04/2018                  | 10/2018–08/2023                                          | 06/2020–08/2023                                      |
| Motorkenndaten                              |                                  |                                  |                                  |                                  |                                                          |                                                      |
| Motorbezeichnung *                          | M 274 DE 20 LA                   | M 274 DE 20 LA                   | M 274 DE 20 LA                   | M 274 DE 20 LA                   | OM 654 DE 20 SCR                                         | OM 654 DE 20 SCR                                     |
| Motortyp                                    | R4-Ottomotor + Elektromotor      | R4-Ottomotor + Elektromotor      | R4-Ottomotor + Elektromotor      | R4-Ottomotor + Elektromotor      | R4-Dieselmotor + Elektromotor                            | R4-Dieselmotor + Elektromotor                        |
| Gemischaufbereitung                         | Direkteinspritzung               | Direkteinspritzung               | Direkteinspritzung               | Direkteinspritzung               | Common-Rail-Direkteinspritzung                           | Common-Rail-Direkteinspritzung                       |
| Motoraufladung                              | Turbolader                       | Turbolader                       | Turbolader                       | Turbolader                       | Turbolader                                               | Turbolader                                           |
| Hubraum                                     | 1991 cm³                         | 1991 cm³                         | 1991 cm³                         | 1991 cm³                         | 1950 cm³                                                 | 1950 cm³                                             |
| max. Leistung Verbrennungsmotor             | 155 kW (211 PS) bei 5500/min     | 155 kW (211 PS) bei 5500/min     | 155 kW (211 PS) bei 5500/min     | 155 kW (211 PS) bei 5500/min     | 143 kW (194 PS) bei 3800/min                             | 143 kW (194 PS) bei 3800/min                         |
| max. Drehmoment Verbrennungsmotor           | 350 Nm bei 1200–4000/min         | 350 Nm bei 1600–4000/min         | 350 Nm bei 1600–4000/min         | 350 Nm bei 1200–4000/min         | 400 Nm bei 1600–2800/min                                 | 400 Nm bei 1600–2800/min                             |
| max. Leistung Elektromotor                  | 90 kW (122 PS)                   | 90 kW (122 PS)                   | 90 kW (122 PS)                   | 65 kW (88 PS)                    | 90 kW (122 PS)                                           | 90 kW (122 PS)                                       |
| max. Drehmoment Elektromotor                | 440 Nm                           | 440 Nm                           | 440 Nm                           | 440 Nm                           | 440 Nm                                                   | 440 Nm                                               |
| Systemleistung                              | 235 kW (320 PS)                  | 235 kW (320 PS)                  | 235 kW (320 PS)                  | 210 kW (286 PS)                  | 225 kW (306 PS)                                          | 225 kW (306 PS)                                      |
| Systemdrehmoment                            | 700 Nm                           | 700 Nm                           | 700 Nm                           | 550 Nm                           | 700 Nm                                                   | 700 Nm                                               |
| Kraftübertragung                            |                                  |                                  |                                  |                                  |                                                          |                                                      |
| Antrieb, serienmäßig                        | Hinterradantrieb                 | Hinterradantrieb                 | Allradantrieb                    | Hinterradantrieb                 | Hinterradantrieb                                         | Allradantrieb                                        |
| Getriebe, serienmäßig                       | Neunstufen-Automatik (9G-Tronic) | Neunstufen-Automatik (9G-Tronic) | Neunstufen-Automatik (9G-Tronic) | Neunstufen-Automatik (9G-Tronic) | 9G-Tronic mit integriertem E-Motor-Starter-Generator     | 9G-Tronic mit integriertem E-Motor-Starter-Generator |
| Messwerte, Limousine                        |                                  |                                  |                                  |                                  |                                                          |                                                      |
| Höchstgeschwindigkeit                       | 250 km/h (4)                     | 250 km/h (4)                     | 245 km/h                         | 250 km/h (4)                     | 240 km/h                                                 | 235 km/h                                             |
| Beschleunigung, 0–100 km/h                  | 5,7 s                            | 5,7 s                            | 5,6 s                            | 6,2 s                            | 5,9 s                                                    | 5,9 s                                                |
| Kraftstoffverbrauch auf 100 km (kombiniert) | 2,0 l Super                      | 1,8 l Super                      | 1,9 l Super                      | 2,1–2,5 l Super                  | 1,4–1,7 l Diesel                                         | 1,6 l Diesel                                         |
| Stromverbrauch auf 100 km (kombiniert)      | 13,8 kWh (NEFZ)                  | 15,6 kWh (WLTP)                  | 16,3 kWh (WLTP)                  | 13,0 kWh (NEFZ)                  | 16,1 kWh (WLTP)                                          | 15,9 kWh (WLTP)                                      |
| CO2-Emission (kombiniert)                   | 45 g/km                          | 41 g/km                          | 44 g/km                          | 49–57 g/km                       | 38–41 g/km                                               | 42 g/km                                              |
| Zertifizierung                              |                                  |                                  |                                  |                                  |                                                          |                                                      |
| Akkukapazität                               | 13,5 kWh                         | 13,5 kWh                         | 13,5 kWh                         | 6,4 kWh                          | 13,5 kWh                                                 | 13,5 kWh                                             |
| elektrische Reichweite                      | bis zu 47 km                     | bis zu 57 km                     | bis zu 55 km                     | bis zu 33 km                     | bis zu 54 km                                             | bis zu 55 km                                         |
| Abgasnorm nach EU-Klassifikation            | Euro 6d-TEMP                     | Euro 6d                          | Euro 6d                          | Euro 6b                          | Euro 6d-TEMP (10/2018–06/2020) Euro 6d (06/2020–08/2023) | Euro 6d                                              |

### Dieselmotoren
| Kenngrößen                                  | E 200 d                                                  | E 200 d                                | E 220 d                                                                            | E 220 d 4MATIC                                                                     | E 300 d                          | E 300 d 4MATIC                   | E 350 d                        | E 350 d 4MATIC                 | E 350 d                           | E 400 d 4MATIC                    | E 400 d 4MATIC                    |           |
| Bauzeitraum                                 | 07/2016–04/2019                                          | 04/2019–08/2023                        | 02/2016–12/2021                                                                    | 10/2016–12/2021                                                                    | 02/2018–07/2020                  | 01/2021–08/2023                  | 06/2016–04/2018                | 07/2016–04/2018                | 09/2018–06/2020                   | 06/2020–08/2023                   | 04/2018–06/2020                   |           |
| Motorkenndaten                              |                                                          |                                        |                                                                                    |                                                                                    |                                  |                                  |                                |                                |                                   |                                   |                                   |           |
| Motorbezeichnung *                          | OM 654 D 20 SCR                                          | OM 654 D 16 SCR                        | OM 654 D 20 SCR                                                                    | OM 654 D 20 SCR                                                                    | OM 654 D 20 SCR                  | OM 654 M                         | OM 642 LS DE 30 LA             | OM 642 LS DE 30 LA             | OM 656 D 29 R SCR                 | OM 656 D 29 SCR                   | OM 656 D 29 SCR                   |           |
| Motortyp                                    | R4-Dieselmotor                                           | R4-Dieselmotor                         | R4-Dieselmotor                                                                     | R4-Dieselmotor                                                                     | R4-Dieselmotor                   | R4-Dieselmotor + Elektromotor    | V6-Dieselmotor                 | V6-Dieselmotor                 | R6-Dieselmotor                    | R6-Dieselmotor                    | R6-Dieselmotor                    |           |
| Gemischaufbereitung                         | Common-Rail-Direkteinspritzung                           | Common-Rail-Direkteinspritzung         | Common-Rail-Direkteinspritzung                                                     | Common-Rail-Direkteinspritzung                                                     | Common-Rail-Direkteinspritzung   | Common-Rail-Direkteinspritzung   | Common-Rail-Direkteinspritzung | Common-Rail-Direkteinspritzung | Common-Rail-Direkteinspritzung    | Common-Rail-Direkteinspritzung    | Common-Rail-Direkteinspritzung    |           |
| Motoraufladung                              | Turbolader                                               | Turbolader                             | Turbolader                                                                         | Turbolader                                                                         | Biturbo                          | Biturbo                          | Turbolader                     | Turbolader                     | Biturbo                           | Biturbo                           | Biturbo                           |           |
| Hubraum                                     | 1950 cm³                                                 | 1597 cm³                               | 1950 cm³                                                                           | 1950 cm³                                                                           | 1950 cm³                         | 1992 cm³                         | 2987 cm³                       | 2987 cm³                       | 2925 cm³                          | 2925 cm³                          | 2925 cm³                          |           |
| max. Leistung                               | 110 kW (150 PS) bei 3200–4800/min                        | 118 kW (160 PS) bei 3800/min           | 143 kW (194 PS) bei 3800/min                                                       | 143 kW (194 PS) bei 3800/min                                                       | 180 kW (245 PS) bei 4200/min     | 195 kW + 15 kW (265 PS + 20 PS)  | 190 kW (258 PS) bei 3400/min   | 190 kW (258 PS) bei 3400/min   | 210 kW (286 PS) bei 3600–4600/min | 243 kW (330 PS) bei 3600–4200/min | 250 kW (340 PS) bei 3600–4400/min |           |
| max. Drehmoment                             | 360 Nm bei 1400–2800/min                                 | 360 Nm bei 1600–2600/min               | 400 Nm bei 1600–2800/min                                                           | 400 Nm bei 1600–2800/min                                                           | 500 Nm bei 1600–2400/min         | 550 Nm + 180 Nm                  | 620 Nm bei 1600–2400/min       | 620 Nm bei 1600–2400/min       | 600 Nm bei 1200–3200/min          | 700 Nm bei 1200–3200/min          | 700 Nm bei 1200–3200/min          |           |
| Kraftübertragung                            |                                                          |                                        |                                                                                    |                                                                                    |                                  |                                  |                                |                                |                                   |                                   |                                   |           |
| Antrieb, serienmäßig                        | Hinterradantrieb                                         | Hinterradantrieb                       | Hinterradantrieb                                                                   | Allradantrieb                                                                      | Hinterradantrieb                 | Allradantrieb                    | Hinterradantrieb               | Allradantrieb                  | Hinterradantrieb                  | Allradantrieb                     | Allradantrieb                     |           |
| Getriebe, serienmäßig                       | Neunstufen-Automatik (9G-Tronic)                         | Neunstufen-Automatik (9G-Tronic)       | Neunstufen-Automatik (9G-Tronic)                                                   | Neunstufen-Automatik (9G-Tronic)                                                   | Neunstufen-Automatik (9G-Tronic) | Neunstufen-Automatik (9G-Tronic) | 9G-Tronic                      | 9G-Tronic                      | 9G-Tronic                         | 9G-Tronic                         | 9G-Tronic                         | 9G-Tronic |
| Messwerte                                   |                                                          |                                        |                                                                                    |                                                                                    |                                  |                                  |                                |                                |                                   |                                   |                                   |           |
| Höchstgeschwindigkeit                       |                                                          |                                        |                                                                                    |                                                                                    |                                  |                                  |                                |                                |                                   |                                   |                                   |           |
| Limousine                                   | 224 km/h                                                 | 226 km/h                               | 240 km/h                                                                           | 239 km/h                                                                           | 250 km/h (4)                     | 250 km/h (4)                     | 250 km/h (4)                   | 250 km/h (4)                   | 250 km/h (4)                      | 250 km/h (4)                      | 250 km/h (4)                      |           |
| T-Modell                                    | 217 km/h                                                 | 217 km/h                               | 235 km/h                                                                           | 233 km/h                                                                           | 250 km/h (4)                     | 250 km/h (4)                     | 250 km/h (4)                   | 250 km/h (4)                   | 250 km/h (4)                      | 250 km/h (4)                      | 250 km/h (4)                      |           |
| Beschleunigung, 0–100 km/h                  |                                                          |                                        |                                                                                    |                                                                                    |                                  |                                  |                                |                                |                                   |                                   |                                   |           |
| Limousine                                   | 8,4 s                                                    | 8,4 s                                  | 7,3 s                                                                              | 7,5 s                                                                              | 6,2 s                            | 6,3 s                            | 5,9 s                          | 5,9 s                          | 5,7 s                             | 4,9 s                             | 4,9 s                             |           |
| T-Modell                                    | 8,7 s                                                    | 8,7 s                                  | 7,7 s                                                                              | 7,8 s                                                                              | 6,5 s                            | 6,6 s                            | 6,0 s                          | 6,0 s                          | 5,7 s                             | 5,1 s                             | 5,1 s                             |           |
| Kraftstoffverbrauch auf 100 km (kombiniert) |                                                          |                                        |                                                                                    |                                                                                    |                                  |                                  |                                |                                |                                   |                                   |                                   |           |
| Limousine                                   | 3,9–4,3 l Diesel                                         | 3,9–4,3 l Diesel                       | 3,9–4,3 l Diesel                                                                   | 4,5–4,9 l Diesel                                                                   | 5,0–5,2 l Diesel                 | 5,4–5,6 l Diesel                 | 5,3–5,8 l Diesel               | 6,0–6,3 l Diesel               | 5,2–5,4 l Diesel                  | 6,1–6,4 l Diesel                  | 5,5–5,8 l Diesel                  |           |
| T-Modell                                    | 4,4–4,9 l Diesel                                         | 4,2–4,7 l Diesel                       | 4,2–4,6 l Diesel                                                                   | 4,9–5,2 l Diesel                                                                   | 5,2–5,4 l Diesel                 | 5,6–5,9 l Diesel                 | 5,8–6,2 l Diesel               | 6,3–6,6 l Diesel               | 5,5–5,7 l Diesel                  | 6,3–6,6 l Diesel                  | 5,8–6,1 l Diesel                  |           |
| CO2-Emission (kombiniert)                   |                                                          |                                        |                                                                                    |                                                                                    |                                  |                                  |                                |                                |                                   |                                   |                                   |           |
| Limousine                                   | 102–112 g/km                                             | 110–123 g/km                           | 102–112 g/km                                                                       | 117–129 g/km                                                                       | 131–137 g/km                     | 143–148 g/km                     | 140–153 g/km                   | 159–167 g/km                   | 138–143 g/km                      | 161–168 g/km                      | 145–154 g/km                      |           |
| T-Modell                                    | 109–120 g/km                                             | 117–128 g/km                           | 109–120 g/km                                                                       | 126–137 g/km                                                                       | 138–144 g/km                     | 147–155 g/km                     | 148–162 g/km                   | 166–174 g/km                   | 145–149 g/km                      | 166–174 g/km                      | 154–161 g/km                      |           |
| Abgasnorm nach EU-Klassifikation            | Euro 6c (02/2016–04/2018) Euro 6d-TEMP (04/2018–04/2019) | Euro 6d-TEMP Euro 6d (07/2020–08/2023) | Euro 6c (02/2016–04/2018) Euro 6d-TEMP (04/2018–06/2020) Euro 6d (06/2020–08/2023) | Euro 6c (02/2016–04/2018) Euro 6d-TEMP (04/2018–06/2020) Euro 6d (06/2020–08/2023) | Euro 6d-TEMP                     | Euro 6d                          | Euro 6b                        | Euro 6b                        | Euro 6d-TEMP                      | Euro 6d                           | Euro 6d-TEMP                      |           |

* Die Motorbezeichnung ist wie folgt verschlüsselt:
M = Motor (Otto), OM = Ölmotor (Diesel), Baureihe = 3-stellig, D und DE = Direkteinspritzung, H = Homogen, LS = Leistungssteigerung, M = , S = , Hubraum = Deziliter (gerundet), A = Abgasturbolader, L = Ladeluftkühlung, G = boostfähiger Starter-Generator, LA = wie AL, R = leistungsreduziert, SCR = Art der Abgasnachbehandlung